# Німеччина на літніх Олімпійських іграх 2016
Німеччина на літніх Олімпійських іграх 2016 була представлена 423 спортсменами в 27 видах спорту.

## Медалісти
| Медалі | Спортсмени | Вид спорту                      | Дисципліна                                | Дата      |
| ------ | --- | ------------------------------- | ----------------------------------------- | --------- |
| Золото | Міхаель Юнг | Кінний спорт                    | індивідуальне триборство                  | 9 серпня  |
| Золото | Ганс Груне Лауріц Шоф Карл Шульце Філліпп Венде | Академічне веслування           | парні четвірки (чоловіки)                 | 11 серпня |
| Золото | Каріна Бер Юлія Лір Ліза Шмідла Аннекатрін Тіле | Академічне веслування           | парні четвірки (жінки)                    | 11 серпня |
| Золото | Барбара Енгледер | Стрільба                        | гвинтівка з трьох положень, 50 м (жінки)  | 11 серпня |
| Золото | Генрі Юнгхенель | Стрільба                        | гвинтівка лежачи, 50 метрів (чоловіки)    | 12 серпня |
| Золото | Зенке Ротенбергер Доротеє Шнайдер Крістіна Брерінг-Шпреє Ізабелль Верт | Кінний спорт                    | командна виїздка                          | 12 серпня |
| Золото | Крістоф Гартінг | Легка атлетика                  | метання диска (чоловіки)                  | 13 серпня |
| Золото | Крістіан Райц | Стрільба                        | швидкісний пістолет, 25 метрів (чоловіки) | 13 серпня |
| Золото | Себастьян Брендель | Веслування на байдарках і каное | каное-одиночки, 1000 метрів (чоловіки)    | 16 серпня |
| Золото | Фабіан Гамбюхен | Гімнастика                      | спортивна, перекладина (чоловіки)         | 16 серпня |
| Золото | Крістіна Фоґель | Велоспорт                       | спринт (жінки)                            | 16 серпня |
| Золото | Лаура Людвіг Кіра Валкенгорст | Пляжний волейбол                | жінки                                     | 17 серпня |
| Золото | Макс Рендшмідт Маркус Гросс | Веслування на байдарках і каное | байдарки-двійки, 1000 метрів (чоловіки))  | 18 серпня |
| Золото | Жіноча збірна Німеччини з футболу | Футбол                          | жінки                                     | 19 серпня |
| Золото | Себастьян Брендель Ян Вандрей | Веслування на байдарках і каное | каное-двійки, 1000 метрів (чоловіки       | 20 серпня |
| Золото | Макс Рендшмідт Том Лібшер Макс Гофф Маркус Гросс | Веслування на байдарках і каное | байдарки-четвірки, 1000 метрів (чоловіки) | 20 серпня |
| Золото | Томас Релер | Легка атлетика                  | метання списа (чоловіки)                  | 20 серпня |
| Срібло | Сандра Ауффарт Міхаель Юнг Інгрід Клімке Юлія Краєвскі | Кінний спорт                    | командне триборство                       | 9 серпня  |
| Срібло | Моніка Карш | Стрільба                        | пістолет, 25 метрів (жінки)               | 9 серпня  |
| Срібло | Ліза Унрух | Стрільба з лука                 | індивідуальна першість (жінки)            | 11 серпня |
| Срібло | Фелікс Драготта Мальте Якшик Ерік Йоганнесен Андреас Куффнер Максиміліан Мунскі Ганнес Оцік Максиміліан Рейнельт Ріхард Шмідт Мартін Зауер (стерновий) | Академічне веслування           | чоловіки вісімки                          | 13 серпня |
| Срібло | Анджелік Кербер | Теніс                           | жіночий одиночний турнір                  | 13 серпня |
| Срібло | Ізабель Верт | Кінний спорт                    | індивідуальна виїздка                     | 15 серпня |
| Срібло | Франціска Вебер Тіна Дітце | Веслування на байдарках і каное | жінки байдарки-двійки, 500 метрів         | 16 серпня |
| Срібло | Хань Їн Петрісса Солья Шань Сяона | Настільний теніс                | командний розряд (жінки)                  | 16 серпня |
| Срібло | Сабріна Герінг Франціска Вебер Штеффі Крігерштайн Тіна Дітце | Веслування на байдарках і каное | жінки байдарки-четвірки, 500 метрів       | 20 серпня |
| Срібло | Олімпійська збірна Німеччини з футболу Тімо Горн Джеремі Тольян Лукас Клостерманн Маттіас Гінтер Ніклас Зюле Свен Бендер Макс Маєр Ларс Бендер Даві Зельке Леон Горецка Юліан Брандт Яннік Гут Філіпп Макс Роберт Бауер Макс Крістіансен Гриша Премель Серж Гнабрі Нільс Петерсен     | Футбол                          | чоловіки                                  | 20 серпня |
| Бронза | Лаура Варгас-Кох | Дзюдо                           | жінки 70 кг                               | 10 серпня |
| Бронза | Крістіна Фоґель Міріам Вельте | Велоспорт                       | жінки командний спринт                    | 12 серпня |
| Бронза | Даніель Ясінскі | Легка атлетика                  | метання диска (чоловіки)                  | 13 серпня |
| Бронза | Софі Шедер | Гімнастика                      | жінки різновисокі бруси                   | 14 серпня |
| Бронза | Крістіна Брерінг-Шпреє | Кінний спорт                    | індивідуальна виїздка                     | 15 серпня |
| Бронза | Деніс Кудла | Боротьба                        | Греко-римська боротьба 85 кг              | 15 серпня |
| Бронза | Патрік Гаусдінґ | Стрибки у воду                  | чоловіки трамплін, 3 метри                | 16 серпня |
| Бронза | Даніель Дойссер Мередіт Майклс-Беербаум Лудгер Беербаум Крістіан Альманн | Кінний спорт                    | командний конкур                          | 17 серпня |
| Бронза | Дмитро Овчаров Тімо Болл Баштіан Штегер | Настільний теніс                | чоловіки                                  | 17 серпня |
| Бронза | Збірна Німеччини з хокею на траві Ніколас Якобі Матіас Мюллер Лінус Бутт Мартін Генер Моріц Тромперц Матс Грамбуш Крістофер Веслі Тімм Герцбрух Тобіас Гауке Том Грамбуш Крістофер Рюр Мартін Цвікер Моріц Фюрсте Флоріан Фукс Тімур Оруз Ніклас Веллен                               | Хокей на траві                  | чоловіки                                  | 18 серпня |
| Бронза | Ерік Хайль Томас Плессель | Вітрильний спорт                | 49er                                      | 18 серпня |
| Бронза | Жіноча збірна Німеччини з хокею на траві Ліза Ган Франциска Гауке Ганна Крюгер Ніке Лоренц Марі Меверс Юлія Мюллер Янне Мюллер-Віланд Пія-Софія Олдхафер Селін Оруц Катаріна Отте Сесіль Піпер Крістіна Рейнольдс Анне Шредер Ліза Шютце Анніка Шпрінк Шарлотта Штапенгорст Яна Тешке | Хокей на траві                  | жінки                                     | 19 серпня |
| Бронза | Артем Арутюнян | Бокс                            | чоловіки 64 кг                            | 19 серпня |
| Бронза | Рональд Рауге | Веслування на байдарках і каное | чоловіки байдарки-одиночки, 200 метрів    | 20 серпня |
| Бронза | Збірна Німеччини з гандболу Уве Генсгаймер Фінн Лемке Патрік Вінцек Тобіас Рейманн Фабіан Віде Сільвіо Гейневеттер Гендрік Пекелер Штеффен Вайнгольд Мартін Штробель Патрік Гретцкі Кай Хефнер Андреас Вольфф Юліус Кюн Крістіан Діссінгер Пауль Друкс                                | Гандбол                         | чоловіки                                  | 21 серпня |

## Спортсмени
| Дисципліна                      | Чоловіки | Жінки | Разом |
| ------------------------------- | -------- | ----- | ----- |
| Стрільба з лука                 | 1        | 1     | 2     |
| Легка атлетика                  | 37       | 48    | 85    |
| Бадмінтон                       | 3        | 4     | 7     |
| Бокс                            | 6        | 0     | 6     |
| Веслування на байдарках і каное | 12       | 9     | 21    |
| Велоспорт                       | 15       | 14    | 29    |
| Стрибки у воду                  | 4        | 4     | 8     |
| Кінний спорт                    | 7        | 5     | 12    |
| Фехтування                      | 3        | 1     | 4     |
| Хокей на траві                  | 16       | 16    | 32    |
| Футбол                          | 18       | 19    | 37    |
| Гольф                           | 2        | 2     | 4     |
| Гімнастика                      | 5        | 12    | 17    |
| Гандбол                         | 14       | 0     | 14    |
| Дзюдо                           | 7        | 6     | 13    |
| Сучасне п'ятиборство            | 2        | 2     | 4     |
| Академічне веслування           | 25       | 10    | 35    |
| Вітрильний спорт                | 7        | 5     | 12    |
| Стрільба                        | 9        | 6     | 15    |
| Плавання                        | 17       | 12    | 29    |
| Настільний теніс                | 3        | 3     | 6     |
| Тхеквондо                       | 2        | 1     | 3     |
| Теніс                           | 3        | 5     | 8     |
| Тріатлон                        | 0        | 2     | 2     |
| Волейбол                        | 2        | 4     | 6     |
| Важка атлетика                  | 4        | 1     | 5     |
| Боротьба                        | 3        | 4     | 7     |
| Разом                           | 227      | 196   | 423   |

## Стрільба з лука
| Спортсмен     | Дисципліна                        | Попередній раунд | Попередній раунд | 1/32 фіналу        | 1/16 фіналу         | 1/8 фіналу         | Чвертьфінали        | Півфінали            | Фінал / БМ            | Фінал / БМ      |
| Спортсмен     | Дисципліна                        | Результат        | Сіяний           | Суперник Результат | Суперник Результат  | Суперник Результат | Суперник Результат  | Суперник Результат   | Суперник Результат    | Місце           |
| ------------- | --------------------------------- | ---------------- | ---------------- | ------------------ | ------------------- | ------------------ | ------------------- | -------------------- | --------------------- | --------------- |
| Флоріан Флото | індивідуальна першість (чоловіки) | 677              | 11               | Пійпо (FIN) W 6–0  | Mohamad (MAS) W 6–4 | Ku B-c (KOR) L 4–6 | Завершив виступ     | Завершив виступ      | Завершив виступ       | Завершив виступ |
| Ліза Унрух    | індивідуальна першість (жінки)    | 640              | 21               | Бріто (VEN) W 6–4  | Баярдо (MEX) W 6–4  | Cao H (CHN) W 6–2  | Tan Y-t (TPE) W 6–5 | Валенсія (MEX) W 6–2 | Chang H-j (KOR) L 2–6 | 2               |

## Легка атлетика

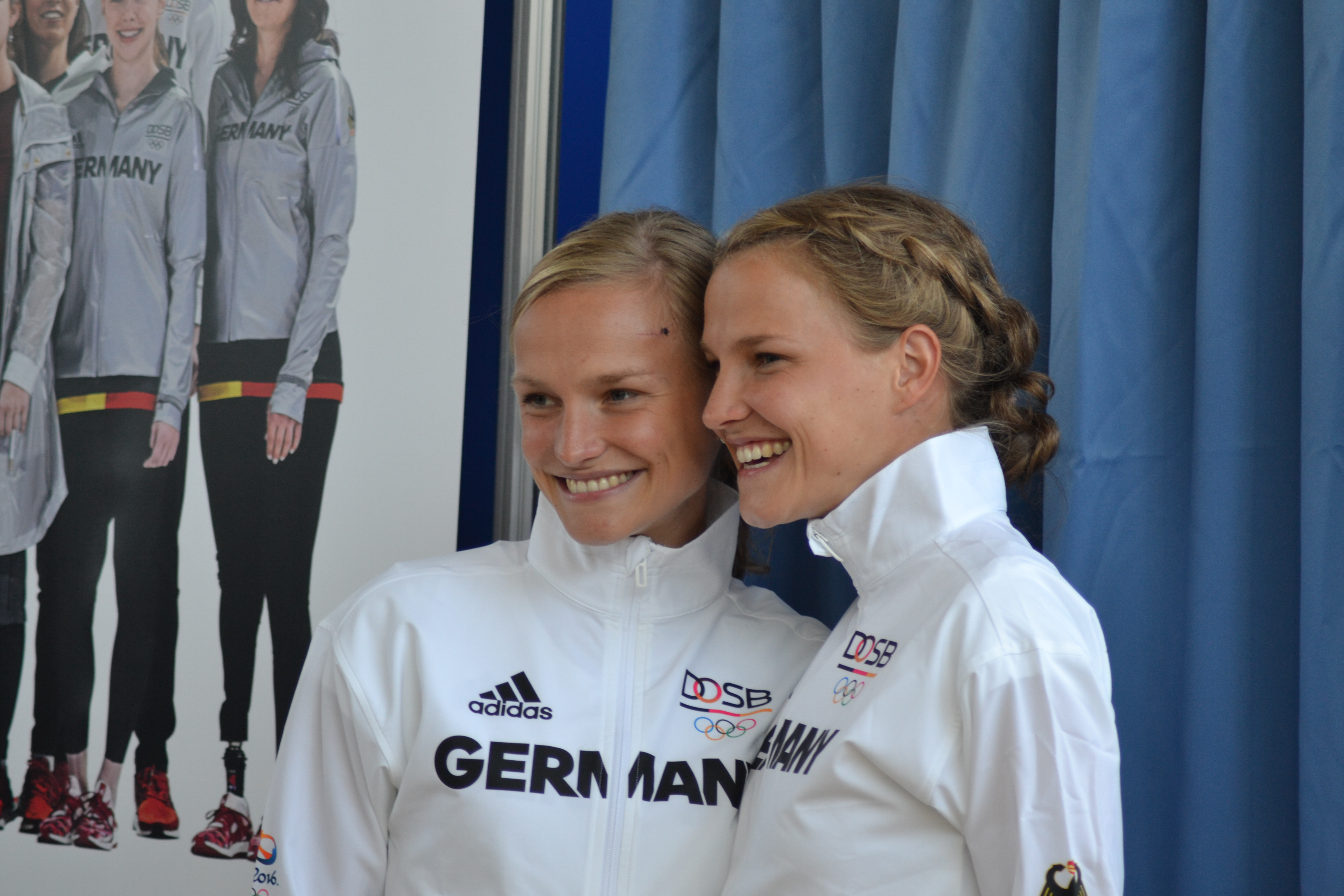
Близнючки Ганер під час презентації форми збірної Німеччини.

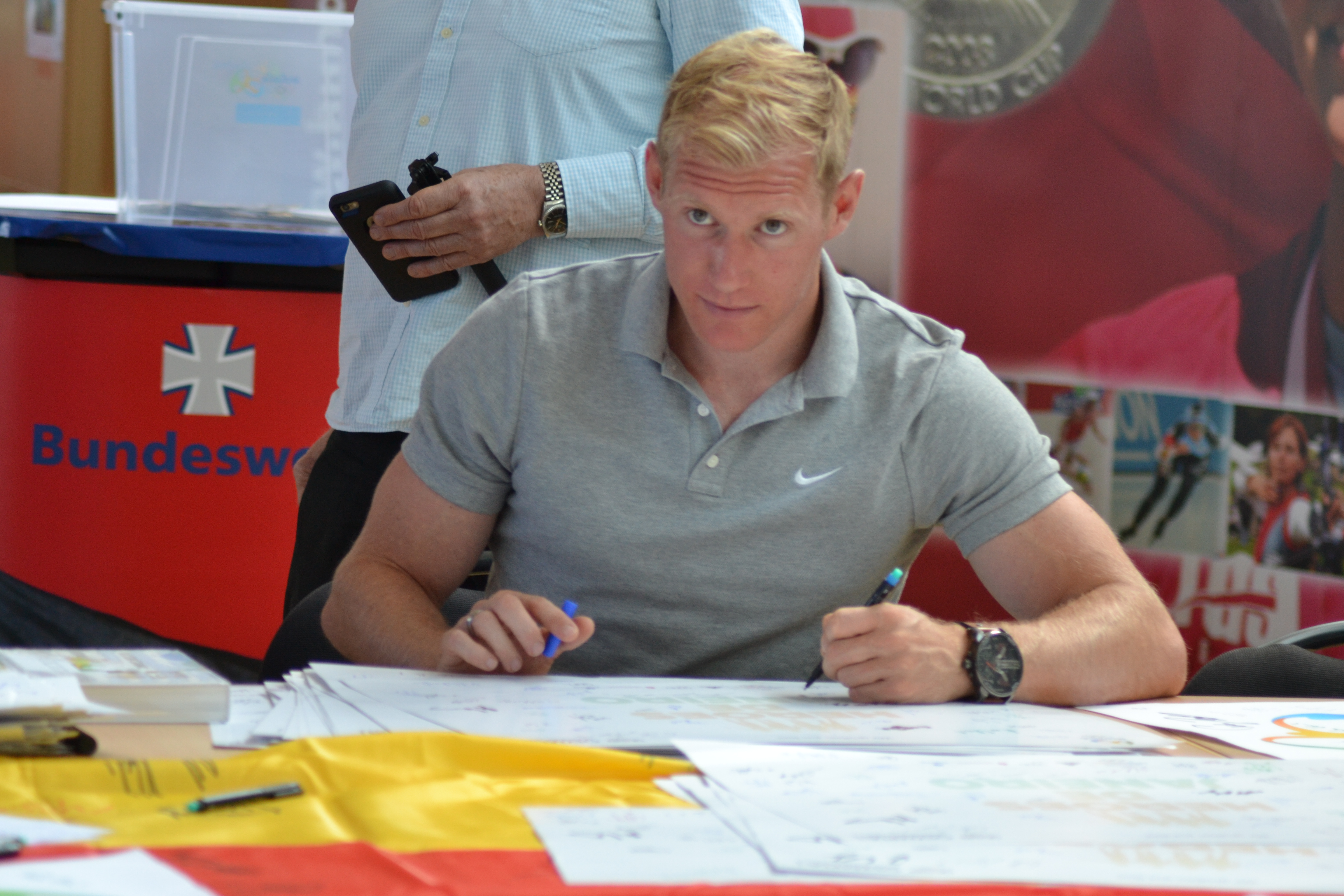
Артур Абеле підписує автографи під час презентації форми збірної Німеччини.

Легенда
- Note – для трекових дисциплін місце вказане лише для забігу, в якому взяв участь спортсмен
- Q = пройшов у наступне коло напряму
- q = пройшов у наступне коло за добором (для трекових дисциплін - найшвидші часи серед тих, хто не пройшов напряму; для технічних дисциплін - увійшов до визначеної кількості фіналістів за місцем якщо напряму пройшло менше спортсменів, ніж визначена кількість)
- NR = Національний рекорд
- N/A = Коло відсутнє у цій дисципліні
- Bye = спортсменові не потрібно змагатися у цьому колі

Чоловіки
Трекові і шосейні дисципліни
| Нільс Брембах                                                                                    | ходьба на 20 км   | Н/Д      | Н/Д | Н/Д   | Н/Д | Н/Д             | Н/Д             | 1:23:46         | 38              |                 |                 |
| Маттіас Бюлер                                                                                    | 110 м з бар'єрами | 13.90    | 4   | Н/Д   | Н/Д | Завершив виступ | Завершив виступ | Завершив виступ | Завершив виступ |                 |                 |
| Карл Дохманн                                                                                     | ходьба на 50 км   | Н/Д      | Н/Д | Н/Д   | Н/Д | Н/Д             | Н/Д             | DNF             | DNF             |                 |                 |
| Робін Ерева                                                                                      | 200 м             | 20.61    | 5   | Н/Д   | Н/Д | Завершив виступ | Завершив виступ | Завершив виступ | Завершив виступ | Завершив виступ | Завершив виступ |
| Julian Flügel                                                                                    | Марафон           | Н/Д      | Н/Д | Н/Д   | Н/Д | Н/Д             | Н/Д             | 2:20:47         | 71              |                 |                 |
| Лукас Якубчик                                                                                    | 100 м             | Bye      | Bye | 10.29 | 5   | Завершив виступ | Завершив виступ | Завершив виступ | Завершив виступ |                 |                 |
| Александер Джон                                                                                  | 110 м з бар'єрами | 14.13    | 5   | Н/Д   | Н/Д | Завершив виступ | Завершив виступ | Завершив виступ | Завершив виступ |                 |                 |
| Крістофер Лінке                                                                                  | ходьба на 20 км   | Н/Д      | Н/Д | Н/Д   | Н/Д | Н/Д             | Н/Д             | 1:20:00         | 5               |                 |                 |
| Алейшо-Платіні Менга                                                                             | 200 м             | 20.80    | 5   | Н/Д   | Н/Д | Завершив виступ | Завершив виступ | Завершив виступ | Завершив виступ |                 |                 |
| Флоріан Орт                                                                                      | 5000 м            | 13:28.88 | 14  | Н/Д   | Н/Д | Н/Д             | Н/Д             | Завершив виступ | Завершив виступ |                 |                 |
| Гаген Поле                                                                                       | ходьба на 20 км   | Н/Д      | Н/Д | Н/Д   | Н/Д | Н/Д             | Н/Д             | 1:21:44         | 18              |                 |                 |
| Гаген Поле                                                                                       | ходьба на 50 км   | Н/Д      | Н/Д | Н/Д   | Н/Д | Н/Д             | Н/Д             | DNF             | DNF             |                 |                 |
| Філіпп Пфлігер                                                                                   | Марафон           | Н/Д      | Н/Д | Н/Д   | Н/Д | Н/Д             | Н/Д             | 2:18:56         | 55              |                 |                 |
| Джуліан Ройс                                                                                     | 100 м             | Bye      | Bye | 10.34 | 7   | Завершив виступ | Завершив виступ | Завершив виступ | Завершив виступ |                 |                 |
| Джуліан Ройс                                                                                     | 200 м             | 20.39 SB | 3   | Н/Д   | Н/Д | Завершив виступ | Завершив виступ | Завершив виступ | Завершив виступ |                 |                 |
| Ріхард Рінгер                                                                                    | 5000 м            | 14:05.01 | 20  | Н/Д   | Н/Д | Н/Д             | Н/Д             | Завершив виступ | Завершив виступ |                 |                 |
| Хомію Тесфає                                                                                     | 1500 м            | 3:47:44  | 7   | Н/Д   | Н/Д | Завершив виступ | Завершив виступ | Завершив виступ | Завершив виступ |                 |                 |
| Грегор Трабер                                                                                    | 110 м з бар'єрами | 13.50    | 3 Q | Н/Д   | Н/Д | 13.43           | 5               | Завершив виступ | Завершив виступ |                 |                 |
| Робін Ерева Роберт Герінг Свен Кніпгальс Лукас Якубчик Джуліан Ройс Alexander Kosenkow Рой Шмідт | 4×100 м           | 38.26    | 6   | Н/Д   | Н/Д | Н/Д             | Н/Д             | Завершив виступ | Завершив виступ |                 |                 |

Жінки
| Джекі Бауманн                                                     | 400 м з бар'єрами    | 59.04      | 6    | Н/Д   | Н/Д | Завершила виступ | Завершила виступ | Завершила виступ | Завершила виступ |                  |                  |
| Памела Дуткевич                                                   | 100 м з бар'єрами    | 12.90      | 3 Q  | Н/Д   | Н/Д | 12.92            | 4                | Завершила виступ | Завершила виступ | Завершила виступ | Завершила виступ |
| Надін Гонська                                                     | 200 м                | 23.03      | 4    | Н/Д   | Н/Д | Завершила виступ | Завершила виступ | Завершила виступ | Завершила виступ |                  |                  |
| Ребекка Гаасе                                                     | 100 м                | Bye        | Bye  | 11.41 | 5   | Завершила виступ | Завершила виступ | Завершила виступ | Завершила виступ |                  |                  |
| Анна Ганер                                                        | Марафон              | Н/Д        | Н/Д  | Н/Д   | Н/Д | Н/Д              | Н/Д              | 2:45:32          | 81               |                  |                  |
| Ліза Ганер                                                        | Марафон              | Н/Д        | Н/Д  | Н/Д   | Н/Д | Н/Д              | Н/Д              | 2:45:33          | 82               |                  |                  |
| Крістіна Герінґ                                                   | 800 м                | 2:01.04    | 7    | Н/Д   | Н/Д | Завершила виступ | Завершила виступ | Завершила виступ | Завершила виступ |                  |                  |
| Надін Хільдербранд                                                | 100 м з бар'єрами    | 12.84      | 2 Q  | Н/Д   | Н/Д | 12.95            | 4                | Завершила виступ | Завершила виступ |                  |                  |
| Констанце Клостергальфен                                          | 1500 м               | 4:11.76    | 6 Q  | Н/Д   | Н/Д | 4:07.26          | 10               | Завершила виступ | Завершила виступ |                  |                  |
| Фабіана Колманн                                                   | 800 м                | 2:05.36    | 7    | Н/Д   | Н/Д | Завершила виступ | Завершила виступ | Завершила виступ | Завершила виступ |                  |                  |
| Санаа Кубаа                                                       | 3000 м з перешкодами | 9:35.15 PB | 9    | Н/Д   | Н/Д | Н/Д              | Н/Д              | Завершила виступ | Завершила виступ |                  |                  |
| Геза Краузе                                                       | 3000 м з перешкодами | 9:19.70    | 3 Q  | Н/Д   | Н/Д | Н/Д              | Н/Д              | 9:18.41          | 6                |                  |                  |
| Гіна Люкенкемпер                                                  | 200 м                | 22.80      | 3 q  | Н/Д   | Н/Д | 22.73            | 5                | Завершила виступ | Завершила виступ |                  |                  |
| Ліза Маєр                                                         | 200 м                | 22.86      | 2 Q  | Н/Д   | Н/Д | 22.90            | 7                | Завершила виступ | Завершила виступ |                  |                  |
| Тетяна Пінто                                                      | 100 м                | Bye        | Bye  | 11.31 | 2 Q | 11.32            | 7                | Завершила виступ | Завершила виступ |                  |                  |
| Майя Рехберг                                                      | 3000 м з перешкодами | 9:51.73    | 15   | Н/Д   | Н/Д | Н/Д              | Н/Д              | Завершила виступ | Завершила виступ |                  |                  |
| Сінді Роледер                                                     | 100 м з бар'єрами    | 12.86      | 1 Q  | Н/Д   | Н/Д | 12.69            | 3 q              | 12.74            | 5                |                  |                  |
| Аня Шерль                                                         | Марафон              | Н/Д        | Н/Д  | Н/Д   | Н/Д | Н/Д              | Н/Д              | 2:37:23          | 44               |                  |                  |
| Рут Софія Шпельмаєр                                               | 400 м                | 51.43 PB   | 3 q  | Н/Д   | Н/Д | 51.61            | 6                | Завершила виступ | Завершила виступ |                  |                  |
| Діана Зуєв                                                        | 1500 м               | 4:09.07    | 10 q | Н/Д   | Н/Д | 4:10.15          | 9                | Завершила виступ | Завершила виступ |                  |                  |
| Александра Бурґгардт Ребекка Гаасе Ясмін Квадво Тетяна Пінто      | 4×100 м              | 42.18      | 1 Q  | Н/Д   | Н/Д | Н/Д              | Н/Д              | 42.10            | 4                |                  |                  |
| Лара Гоффман Фредеріка Моленкамп Лаура Мюллер Рут Софія Шпельмаєр | 4×400 м              | 3:26.02    | 5    | Н/Д   | Н/Д | Н/Д              | Н/Д              | Завершила виступ | Завершила виступ |                  |                  |

Технічні дисципліни
Чоловіки
| Спортсмен          | Дисципліна         | Кваліфікація       | Кваліфікація | Фінал              | Фінал           |
| Спортсмен          | Дисципліна         | Результат у метрах | Місце        | Результат у метрах | Місце           |
| ------------------ | ------------------ | ------------------ | ------------ | ------------------ | --------------- |
| Алін Камара        | стрибки в довжину  | 5.16               | 30           | Завершив виступ    | Завершив виступ |
| Тобіас Дам         | штовхання ядра     | 19.62              | 22           | Завершив виступ    | Завершив виступ |
| Карстен Ділла      | стрибки з жердиною | 5.30               | 28           | Завершив виступ    | Завершив виступ |
| Крістоф Гартінг    | метання диска      | 65.41              | 3 Q          | 68.37 PB           | 1               |
| Роберт Гартінг     | метання диска      | 62.21              | 15           | Завершив виступ    | Завершив виступ |
| Фабіан Гейнле      | стрибки в довжину  | 7.79               | 18           | Завершив виступ    | Завершив виступ |
| Макс Гесс          | потрійний стрибок  | 16.56              | 15           | Завершив виступ    | Завершив виступ |
| Рафаель Гольцдеппе | стрибки з жердиною | 5.45               | 25           | Завершив виступ    | Завершив виступ |
| Даніель Ясінскі    | метання диска      | 62.83              | 11 Q         | 67.08              | 3               |
| Ейке Оннен         | стрибки у висоту   | 2.26               | 24           | Завершив виступ    | Завершив виступ |
| Матеуш Пржибилко   | стрибки у висоту   | 2.22               | 28           | Завершив виступ    | Завершив виступ |
| Томас Релер        | метання списа      | 83.01              | 9 Q          | 90.30              | 1               |
| Тобіас Шербарт     | стрибки з жердиною | 5.45               | 26           | Завершив виступ    | Завершив виступ |
| Давід Шторль       | штовхання ядра     | 20.47              | 10 q         | 20.64              | 7               |
| Йоганнес Феттер    | метання списа      | 85.96              | 2 Q          | 85.32              | 4               |
| Юліян Вебер        | метання списа      | 84.46              | 3 Q          | 81.36              | 9               |

Жінки
| Спортсменка           | Дисципліна         | Кваліфікація       | Кваліфікація | Фінал              | Фінал            |
| Спортсменка           | Дисципліна         | Результат у метрах | Місце        | Результат у метрах | Місце            |
| --------------------- | ------------------ | ------------------ | ------------ | ------------------ | ---------------- |
| Шаніс Крафт           | метання диска      | 60.23              | 12 q         | 59.83              | 11               |
| Дженні Елбе           | потрійний стрибок  | 14.02              | 13           | Завершила виступ   | Завершила виступ |
| Юлія Фішер            | метання диска      | 61.83              | 9 q          | 62.67              | 9                |
| Сара Гамбетта         | штовхання ядра     | 17.24              | 20           | Завершила виступ   | Завершила виступ |
| Крістін Гіріш         | потрійний стрибок  | 14.26              | 4 q          | 13.96              | 11               |
| Бетті Гайдлер         | метання молота     | 71.17              | 6 q          | 73.71              | 4                |
| Крістін Гуссонг       | метання списа      | 62.17              | 11 q         | 57.70              | 12               |
| Марі-Лоуренс Юнгфляйш | стрибки у висоту   | 1.94               | 12 Q         | 1.93               | =7               |
| Катрін Клаас          | метання молота     | 67.92              | 18           | Завершила виступ   | Завершила виступ |
| Малайка Мігамбо       | стрибки в довжину  | 6.82               | 2 Q          | 6.95 PB            | 4                |
| Состене Могенара      | стрибки в довжину  | 6.55               | 11 q         | 6.61               | 10               |
| Надін Мюллер          | метання диска      | 63.67              | 5 Q          | 63.13              | 6                |
| Крістіна Оберґфелль   | метання списа      | 62.18              | 10 q         | 62.92              | 8                |
| Анніка Ролофф         | стрибки з жердиною | 4.45               | 21           | Завершила виступ   | Завершила виступ |
| Ліза Рижих            | стрибки з жердиною | 4.60               | 2 Q          | 4.50               | 10               |
| Крістіна Шваніц       | штовхання ядра     | 19.18              | 2 Q          | 19.03              | 6                |
| Лінда Шталь           | метання списа      | 63.95              | 4 Q          | 59.71              | 11               |
| Мартіна Штруц         | стрибки з жердиною | 4.60               | 7 Q          | 4.60               | 9                |
| Лєна Урбаняк          | штовхання ядра     | 16.62              | 29           | Завершила виступ   | Завершила виступ |
| Александра Вестер     | стрибки в довжину  | 5.98               | 34           | Завершила виступ   | Завершила виступ |
| Шарлін Войта          | метання молота     | 62.50              | 29           | Завершила виступ   | Завершила виступ |

Комбіновані дисципліни – десятиборство (чоловіки)
| Спортсмен    | Дисципліна | 100 м | СД      | ШЯ    | СВ   | 400 м | 110Б  | МД    | СЖ   | МС    | 1500 м  | Final | Місце |
| ------------ | ---------- | ----- | ------- | ----- | ---- | ----- | ----- | ----- | ---- | ----- | ------- | ----- | ----- |
| Артур Абеле  | Результат  | 10.87 | 6.97    | 15.03 | 1.98 | 49.02 | 14.12 | 44.66 | 4.50 | 64.13 | 4:53.07 | 8013  | 15    |
| Артур Абеле  | Очки       | 890   | 807     | 792   | 785  | 860   | 959   | 760   | 760  | 800   | 600     | 8013  | 15    |
| Ріко Фраймут | Результат  | 10.73 | 7.17 SB | 13.27 | DNS  | —     | —     | —     | —    | —     | —       | DNF   | DNF   |
| Ріко Фраймут | Очки       | 922   | 854     | 684   | 0    | —     | —     | —     | —    | —     | —       | DNF   | DNF   |
| Кай Казмірек | Результат  | 10.78 | 7.69 PB | 14.20 | 2.10 | 46.75 | 14.62 | 43.25 | 5.00 | 64.60 | 4:31.25 | 8580  | 4     |
| Кай Казмірек | Очки       | 910   | 982     | 741   | 896  | 971   | 896   | 731   | 910  | 807   | 736     | 8580  | 4     |

Комбіновані дисципліни – семиборство (жінки)
| Спортсмен       | Дисципліна | 100Б     | СВ      | ШЯ       | 200 m | СД      | МС    | 800 m      | Final   | Місце |
| --------------- | ---------- | -------- | ------- | -------- | ----- | ------- | ----- | ---------- | ------- | ----- |
| Дженніфер Оезер | Результат  | 13.69    | 1.86 PB | 14.28 SB | 24.99 | 6.19 SB | 47.22 | 2:13.82 SB | 6401 SB | 9     |
| Дженніфер Оезер | Очки       | 1023     | 1054    | 813      | 888   | 908     | 806   | 909        | 6401 SB | 9     |
| Клаудія Рат     | Результат  | 13.63    | 1.74    | 12.83    | 24.48 | 6.55    | 39.39 | 2:07.22 SB | 6270    | 14    |
| Клаудія Рат     | Очки       | 1031     | 903     | 716      | 935   | 1023    | 656   | 1006       | 6270    | 14    |
| Каролін Шефер   | Результат  | 13.12 PB | 1.83 SB | 14.57 PB | 23.99 | 6.20    | 47.99 | 2:16.52 SB | 6540    | 5     |
| Каролін Шефер   | Очки       | 1106     | 1016    | 832      | 982   | 912     | 821   | 871        | 6540    | 5     |

## Бадмінтон
Чоловіки
| Спортсмен                     | Дисципліна       | Груповий етап                            | Груповий етап                         | Груповий етап                          | Груповий етап | Вибування          | Чвертьфінал        | Півфінал           | Фінал / БМ         | Фінал / БМ      |
| Спортсмен                     | Дисципліна       | Суперник Результат                       | Суперник Результат                    | Суперник Результат                     | Місце         | Суперник Результат | Суперник Результат | Суперник Результат | Суперник Результат | Місце           |
| ----------------------------- | ---------------- | ---------------------------------------- | ------------------------------------- | -------------------------------------- | ------------- | ------------------ | ------------------ | ------------------ | ------------------ | --------------- |
| Марк Цвіблер                  | одиночний розряд | Еванс (IRL) L (21–9, 17–21, 7–21)        | de Oliveira (BRA) W (21–12, 21–12)    | Н/Д                                    | 2             | Завершив виступ    | Завершив виступ    | Завершив виступ    | Завершив виступ    | Завершив виступ |
| Міхаель Фухс Йоганнес Шеттлер | парний розряд    | Гох В Ш / Тан В К (MAS) L (14–21, 17–21) | Fu Hf / Чжан Н (CHN) L (11–21, 16–21) | Чу / Понгнаїрат (USA) W (21–14, 21–14) | 3             | Н/Д                | Завершив виступ    | Завершив виступ    | Завершив виступ    | Завершив виступ |

Жінки
| Спортсменка                     | Дисципліна       | Груповий етап                         | Груповий етап                                  | Груповий етап                              | Груповий етап | Вибування           | Чвертьфінал         | Півфінал            | Фінал / БМ          | Фінал / БМ       |
| Спортсменка                     | Дисципліна       | Суперниця Результат                   | Суперниця Результат                            | Суперниця Результат                        | Місце         | Суперниця Результат | Суперниця Результат | Суперниця Результат | Суперниця Результат | Місце            |
| ------------------------------- | ---------------- | ------------------------------------- | ---------------------------------------------- | ------------------------------------------ | ------------- | ------------------- | ------------------- | ------------------- | ------------------- | ---------------- |
| Карін Шнасе                     | одиночний розряд | Мегі (IRL) W (21–14, 21–19)           | Wang Yh (CHN) L (11–21, 16–21)                 | Н/Д                                        | 2             | Завершила виступ    | Завершила виступ    | Завершила виступ    | Завершила виступ    | Завершила виступ |
| Йоганна Голишевскі Карла Нельте | парний розряд    | Tang Yt / Yu Y (CHN) L (10–21, 11–21) | Чан Є Н / Лі С Х (KOR) L (18–21, 21–18, 17–21) | Г Стоєва / С Стоєва (BUL) L (14–21, 19–21) | 4             | Н/Д                 | Завершила виступ    | Завершила виступ    | Завершила виступ    | Завершила виступ |

Змішаний
| Спортсмен                   | Дисципліна    | Груповий етап                          | Груповий етап                            | Груповий етап                           | Груповий етап | Чвертьфінал        | Півфінал           | Фінал / БМ         | Фінал / БМ      |
| Спортсмен                   | Дисципліна    | Суперник Результат                     | Суперник Результат                       | Суперник Результат                      | Місце         | Суперник Результат | Суперник Результат | Суперник Результат | Місце           |
| --------------------------- | ------------- | -------------------------------------- | ---------------------------------------- | --------------------------------------- | ------------- | ------------------ | ------------------ | ------------------ | --------------- |
| Міхаель Фухс Біргіт Міхельс | парний розряд | Чжан Н / Чжао Ю (CHN) L (19–21, 16–21) | Джордан / Сусанто (INA) L (16–21, 15–21) | Лі Ч Х / Чау Х В (HKG) L (17–21, 14–21) | 4             | Завершив виступ    | Завершив виступ    | Завершив виступ    | Завершив виступ |

## Бокс
| Спортсмен         | Категорія              | 1/16 фіналу         | 1/8 фіналу             | Чвертьфінали       | Півфінали             | Фінал              | Фінал           |
| Спортсмен         | Категорія              | Суперник Результат  | Суперник Результат     | Суперник Результат | Суперник Результат    | Суперник Результат | Місце           |
| ----------------- | ---------------------- | ------------------- | ---------------------- | ------------------ | --------------------- | ------------------ | --------------- |
| Хамза Тоуба       | до 52 кг (чоловіки)    | Конкі (FRA) L 0–3   | Завершив виступ        | Завершив виступ    | Завершив виступ       | Завершив виступ    | Завершив виступ |
| Artem Harutyunyan | до 64 кг (чоловіки)    | Bye                 | Біярсланов (CAN) W 2–0 | Гозгеч (TUR) W 3–0 | Сотомайор (AZE) L 0–3 | Завершив виступ    | 3               |
| Араджик Марутян   | до 69 кг (чоловіки)    | Маестре (VEN) L 1–2 | Завершив виступ        | Завершив виступ    | Завершив виступ       | Завершив виступ    | Завершив виступ |
| Серж Міхел        | до 81 кг (чоловіки)    | Mina (ECU) L 0–3    | Завершив виступ        | Завершив виступ    | Завершив виступ       | Завершив виступ    | Завершив виступ |
| Давід Граф        | до 91 кг (чоловіки)    | Bye                 | Перальта (ARG) L 1–2   | Завершив виступ    | Завершив виступ       | Завершив виступ    | Завершив виступ |
| Ерік Пфайфер      | понад 91 кг (чоловіки) | Лорент (ISV) L 1–2  | Завершив виступ        | Завершив виступ    | Завершив виступ       | Завершив виступ    | Завершив виступ |

## Веслування на байдарках і каное

### Слалом
| Спортсмен             | Дисципліна     | Попередній раунд | Попередній раунд | Попередній раунд | Попередній раунд | Попередній раунд | Попередній раунд | Півфінал | Півфінал | Фінал  | Фінал |
| Спортсмен             | Дисципліна     | Заплив 1         | Місце            | Заплив 2         | Місце            | Кращий           | Місце            | Час      | Місце    | Час    | Місце |
| --------------------- | -------------- | ---------------- | ---------------- | ---------------- | ---------------- | ---------------- | ---------------- | -------- | -------- | ------ | ----- |
| Сідеріс Тасіадіс      | чоловіки К-1   | 100.47           | 8                | 92.23            | 1                | 92.23            | 1 Q              | 95.63    | 1 Q      | 97.90  | 5     |
| Франц Антон Ян Бенцін | Чоловіки's C-2 | 103.43           | 4                | 114.35           | 8                | 103.43           | 5 Q              | 107.93   | 1 Q      | 103.58 | 4     |
| Ганнес Айгнер         | чоловіки Б-1   | 90.33            | 7                | 87.31            | 2                | 87.31            | 3 Q              | 91.87    | 6 Q      | 89.02  | 4     |
| Мелані Пфайфер        | жінки Б-1      | 115.60           | 15               | 107.30           | 12               | 107.30           | 14 Q             | 108.58   | 10 Q     | 106.89 | 7     |

### Спринт
Чоловіки
| Спортсмен                                       | Дисципліна | Заїзди   | Заїзди | Півфінали | Півфінали | Фінал           | Фінал           |
| Спортсмен                                       | Дисципліна | Час      | Місце  | Час       | Місце     | Час             | Місце           |
| ----------------------------------------------- | ---------- | -------- | ------ | --------- | --------- | --------------- | --------------- |
| Себастьян Брендель                              | К-1 1000 м | 3:58.44  | 1 FA   | Bye       | Bye       | 3:56.926        | 1               |
| Max Hoff                                        | Б-1 1000 м | 3:33.585 | 2 Q    | 3:36.136  | 2 FA      | 3:37.581        | 7               |
| Stefan Kiraj                                    | К-1 200 м  | 41.198   | 5 Q    | 43.171    | 6         | Завершив виступ | Завершив виступ |
| Рональд Рауе                                    | Б-1 200 м  | 34.350   | 1 Q    | 34.180    | 2 FA      | 35.662          | 3               |
| Себастьян Брендель Ян Вандрей                   | К-2 1000 м | 3:33.482 | 1 FA   | Bye       | Bye       | 3:43.912        | 1               |
| Маркус Гросс Макс Рендшмідт                     | Б-2 1000 м | 3:19.258 | 1 FA   | Bye       | Bye       | 3:10.781        | 1               |
| Том Лібшер Рональд Рауе                         | Б-2 200 м  | 31.572   | 4 Q    | 32.061    | 2 FA      | 32.488          | 5               |
| Маркус Гросс Max Hoff Том Лібшер Макс Рендшмідт | Б-4 1000 м | 2:52.836 | 1 FA   | Bye       | Bye       | 3:02.143        | 1               |

Жінки
| Спортсменка                                                  | Дисципліна | Заїзди   | Заїзди | Півфінали | Півфінали | Фінал            | Фінал            |
| Спортсменка                                                  | Дисципліна | Час      | Місце  | Час       | Місце     | Час              | Місце            |
| ------------------------------------------------------------ | ---------- | -------- | ------ | --------- | --------- | ---------------- | ---------------- |
| Конні Вассмут                                                | Б-1 200 м  | 41.972   | 5 Q    | 41.725    | 6         | Завершила виступ | Завершила виступ |
| Франціска Вебер                                              | Б-1 500 м  | 1:56.601 | 4 Q    | 1:56.515  | 1 FA      | 1:54.553         | 5                |
| Тіна Дітце Франціска Вебер                                   | Б-2 500 м  | 1:42.184 | 1 FA   | Bye       | Bye       | 1:43.738         | 2                |
| Тіна Дітце Сабріна Герінг Штеффі Крігерштайн Франціска Вебер | Б-4 500 м  | 1:33.185 | 3 Q    | 1:34.710  | 1 FA      | 1:15.094         | 2                |

Пояснення до кваліфікації: FA = Кваліфікувались до фіналу A (за медалі); FB = Кваліфікувались до фіналу B (не за медалі)

## Велоспорт

### Шосе
Чоловіки
| Спортсмен        | Дисципліна      | Час          | Місце        |
| ---------------- | --------------- | ------------ | ------------ |
| Емануель Бухманн | Групова гонка   | 6:13:03      | 14           |
| Сімон Гешке      | Групова гонка   | Не фінішував | Не фінішував |
| Сімон Гешке      | Роздільна гонка | 1:15:49.88   | 13           |
| Максиміліан Леві | Групова гонка   | Не фінішував | Не фінішував |
| Tony Martin      | Групова гонка   | Не фінішував | Не фінішував |
| Tony Martin      | Роздільна гонка | 1:15:33.75   | 12           |

Жінки
| Спортсменка        | Дисципліна      | Час      | Місце |
| ------------------ | --------------- | -------- | ----- |
| Ліза Бреннауер     | Групова гонка   | 3:56:34  | 19    |
| Ліза Бреннауер     | Роздільна гонка | 45:22.62 | 8     |
| Ромі Каспер        | Групова гонка   | 4:02:07  | 44    |
| Клаудія Ліхтенберг | Групова гонка   | 3:58:03  | 31    |
| Тріксі Воррак      | Групова гонка   | 4:01:33  | 43    |
| Тріксі Воррак      | Роздільна гонка | 46:52.77 | 16    |

### Трек
Спринт
| Спортсмен        | Дисципліна        | Кваліфікація           | Кваліфікація | Раунд 1                           | Втішний поєдинок 1                           | Раунд 2                         | Втішний поєдинок 2              | Чвертьфінали                    | Півфінали                        | Фінал                                                                 | Фінал |
| Спортсмен        | Дисципліна        | Час Швидкість (км/год) | Місце        | Суперник Час Швидкість (км/год)   | Суперник Час Швидкість (км/год)              | Суперник Час Швидкість (км/год) | Суперник Час Швидкість (км/год) | Суперник Час Швидкість (км/год) | Суперник Час Швидкість (км/год)  | Суперник Час Швидкість (км/год)                                       | Місце |
| ---------------- | ----------------- | ---------------------- | ------------ | --------------------------------- | -------------------------------------------- | ------------------------------- | ------------------------------- | ------------------------------- | -------------------------------- | --------------------------------------------------------------------- | ----- |
| Йоахім Айлерс    | спринт (чоловіки) | 9.908 72.668           | 12 Q         | Желінський (POL) W 10.428 69.044  | Bye                                          | Сюй Ч (CHN) W 10.449 68.906     | Bye                             | Ґлетцер (AUS) L, L              | Завершив виступ                  | поєдинок за 5-те місце Констебл (AUS) Сюй Ч (CHN) Боже (FRA) W 10.525 | 5     |
| Максиміліан Леві | спринт (чоловіки) | 10.035 71.748          | 18 Q         | Кенні (GBR) L                     | Філліп (TRI) Докінс (NZL) W 10.536 69.524    | Ґлетцер (AUS) L                 | Констебл (AUS) Хогланд (NED) L  | Завершив виступ                 | Завершив виступ                  | 9th place final Хогланд (NED) Вебстер (NZL) Puerta (COL) W 10.275     | 9     |
| Крістіна Фоґель  | спринт (жінки)    | 10.865 66.267          | 6 Q          | van Riessen (NED) W 11.279 63.835 | Bye                                          | Хансен (NZL) W 11.197 64.302    | Bye                             | Лі Хв (HKG) W 11.230, W 11.373  | Марчант (GBR) W 11.302, W 11.153 | Джеймс (GBR) W 11.237, W 11.312                                       | 1     |
| Міріам Вельте    | спринт (жінки)    | 11.038 65.229          | 14 Q         | Zhong Ts (CHN) L                  | O'Brien (CAN) Салліван (CAN) W 11.466 62.794 | Марчант (GBR) L                 | Zhong Ts (CHN) Мірс (AUS) L     | Завершив виступ                 | Завершив виступ                  | 9th place final Мірс (AUS) Куефф (FRA) Хансен (NZL) L                 | 11    |

Командна першість sprint
| Спортсмен                                  | Дисципліна                  | Кваліфікація           | Кваліфікація | Півфінали                           | Півфінали | Фінал                           | Фінал           |
| Спортсмен                                  | Дисципліна                  | Час Швидкість (км/год) | Місце        | Суперник Час Швидкість (км/год)     | Місце     | Суперник Час Швидкість (км/год) | Місце           |
| ------------------------------------------ | --------------------------- | ---------------------- | ------------ | ----------------------------------- | --------- | ------------------------------- | --------------- |
| Йоахім Айлерс Рене Ендерс Максиміліан Леві | командний спринт (чоловіки) | 43.711 61.769          | 7 Q          | Нова Зеландія (NZL) L 43.455 62.133 | 5         | Завершив виступ                 | Завершив виступ |
| Крістіна Фоґель Міріам Вельте              | командний спринт (жінки)    | 32.673 55.091          | 3 Q          | Франція (FRA) W 32.806 54.868       | 4 Q       | Австралія (AUS) W 32.636 55.153 | 3               |

Переслідування
| Спортсмен                                                   | Дисципліна                               | Кваліфікація | Кваліфікація | Півфінали                | Півфінали        | Фінал                 | Фінал            |
| Спортсмен                                                   | Дисципліна                               | Час          | Місце        | Opponent Результати      | Місце            | Opponent Результати   | Місце            |
| ----------------------------------------------------------- | ---------------------------------------- | ------------ | ------------ | ------------------------ | ---------------- | --------------------- | ---------------- |
| Хеннінг Боммель Нільс Шомбер Керстен Тіле Доменік Вайнштайн | командна гонка переслідування (чоловіки) | 4:00.911     | 6 Q          | Швейцарія (SUI) 3:56.903 | 6                | Італія (ITA) 3:59.485 | 5                |
| Шарлотта Беккер Міке Крьогер Стефані Поль Гудрун Шток       | командна гонка переслідування (жінки)    | 4:30.068     | 9            | Завершила виступ         | Завершила виступ | Завершила виступ      | Завершила виступ |

Кейрін
| Спортсмен        | Дисципліна        | Перший раунд | Втішний поєдинок | Другий раунд    | Final           |
| Спортсмен        | Дисципліна        | Місце        | Місце            | Місце           | Місце           |
| ---------------- | ----------------- | ------------ | ---------------- | --------------- | --------------- |
| Йоахім Айлерс    | Кейрін (чоловіки) | 2 Q          | Bye              | 1 Q             | 4               |
| Максиміліан Леві | Кейрін (чоловіки) | 3 R          | 4                | Завершив виступ | Завершив виступ |
| Крістіна Фоґель  | кейрін (жінки)    | 1 Q          | Bye              | 1 Q             | 6               |
| Міріам Вельте    | кейрін (жінки)    | 7 R          | 5                | Завершив виступ | Завершив виступ |

Омніум
| Спортсмен   | Дисципліна        | Скретч | Скретч | Індивідуальна гонка переслідування | Індивідуальна гонка переслідування | Індивідуальна гонка переслідування | Гонка на вибування | Гонка на вибування | Гіт з місця на 1 км | Гіт з місця на 1 км | Гіт з місця на 1 км | Гіт з ходу на 250 м | Гіт з ходу на 250 м | Гіт з ходу на 250 м | Гонка за очками | Гонка за очками | Загалом очок | Місце |
| Спортсмен   | Дисципліна        | Місце  | Очки   | Час                                | Місце                              | Очки                               | Місце              | Очки               | Час                 | Місце               | Очки                | Час                 | Місце               | Очки                | Очки            | Місце           | Загалом очок | Місце |
| ----------- | ----------------- | ------ | ------ | ---------------------------------- | ---------------------------------- | ---------------------------------- | ------------------ | ------------------ | ------------------- | ------------------- | ------------------- | ------------------- | ------------------- | ------------------- | --------------- | --------------- | ------------ | ----- |
| Роґер Клюґе | омніум (чоловіки) | 2      | 38     | 4:18.907                           | 4                                  | 34                                 | 12                 | 18                 | 1:03.797            | 9                   | 24                  | 13.332              | 11                  | 20                  | 33              | 3               | 167          | 6     |
| Анна Кнауер | омніум (жінки)    | 16     | 10     | 3:42.987                           | 13                                 | 16                                 | 8                  | 26                 | 36.370              | 10                  | 22                  | 14.447              | 10                  | 22                  | 3               | 11              | 99           | 13    |

### Маунтінбайк
| Спортсмен     | Дисципліна             | Час     | Місце |
| ------------- | ---------------------- | ------- | ----- |
| Мануель Фуміч | маунтінбайк (чоловіки) | 1:37:39 | 13    |
| Моріц Мілац   | маунтінбайк (чоловіки) | 1:43:14 | 28    |
| Гелен Ґроберт | маунтінбайк (жінки)    | 1:34:08 | 12    |
| Сабіне Шпіц   | маунтінбайк (жінки)    | 1:39:16 | 19    |

### BMX
| Спортсмен     | Дисципліна     | Кваліфікація | Кваліфікація | Чвертьфінал | Чвертьфінал | Півфінал | Півфінал | Фінал            | Фінал            |
| Спортсмен     | Дисципліна     | Результат    | Місце        | Очки        | Місце       | Очки     | Місце    | Результат        | Місце            |
| ------------- | -------------- | ------------ | ------------ | ----------- | ----------- | -------- | -------- | ---------------- | ---------------- |
| Луїс Бретауер | BMX (чоловіки) | 35.379       | 15           | 7           | 2 Q         | 23       | 8        | Завершив виступ  | Завершив виступ  |
| Надя Пріс     | BMX (жінки)    | 37.152       | 14           | Н/Д         | Н/Д         | 19       | 7        | Завершила виступ | Завершила виступ |

## Стрибки у воду

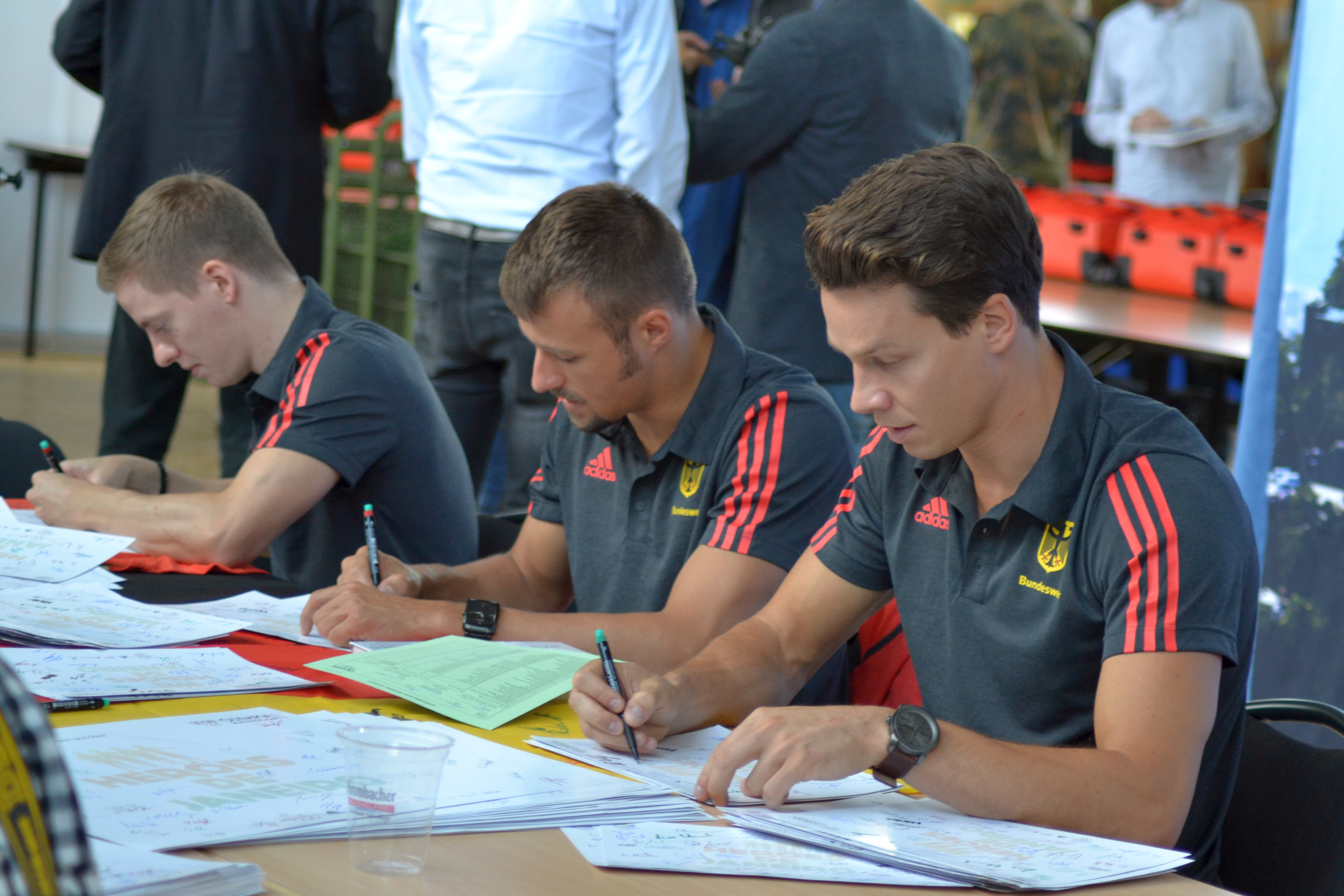
Мартін Вольфрам, Саша Кляйн і Патрік Гаусдінґ (ліворуч) під час Clothing олімпійської збірної Німеччини.

Чоловіки
| Спортсмен                  | Дисципліна                   | Попередні змагання | Попередні змагання | Півфінали | Півфінали | Фінал           | Фінал           |
| Спортсмен                  | Дисципліна                   | Очки               | Місце              | Очки      | Місце     | Очки            | Місце           |
| -------------------------- | ---------------------------- | ------------------ | ------------------ | --------- | --------- | --------------- | --------------- |
| Штефан Фек                 | трамплін, 3 метри            | 423.50             | 9 Q                | 354.20    | 17        | Завершив виступ | Завершив виступ |
| Патрік Гаусдінґ            | трамплін, 3 метри            | 440.00             | 6 Q                | 413.50    | 10 Q      | 498.90          | 3               |
| Саша Кляйн                 | вишка, 10 метрів             | 463.40             | 7 Q                | 475.00    | 5 Q       | 424.15          | 9               |
| Мартін Вольфрам            | вишка, 10 метрів             | 468.80             | 6 Q                | 466.15    | 8 Q       | 492.90          | 5               |
| Штефан Фек Патрік Гаусдінґ | Синхронний трамплін, 3 метри | Н/Д                | Н/Д                | Н/Д       | Н/Д       | 410.10          | 4               |
| Патрік Гаусдінґ Саша Кляйн | Синхронна вишка, 10 метрів   | Н/Д                | Н/Д                | Н/Д       | Н/Д       | 438.42          | 4               |

Жінки
| Спортсменка                 | Дисципліна                   | Попередні змагання | Попередні змагання | Півфінали        | Півфінали        | Фінал            | Фінал            |
| Спортсменка                 | Дисципліна                   | Очки               | Місце              | Очки             | Місце            | Очки             | Місце            |
| --------------------------- | ---------------------------- | ------------------ | ------------------ | ---------------- | ---------------- | ---------------- | ---------------- |
| Тіна Пунцель                | трамплін, 3 метри            | 307.95             | 13 Q               | 291.60           | 17               | Завершила виступ | Завершила виступ |
| Нора Субшінскі              | трамплін, 3 метри            | 302.05             | 16 Q               | 308.25           | 12 Q             | 317.10           | 9                |
| Марія Курйо                 | вишка, 10 метрів             | 287.00             | 21                 | Завершила виступ | Завершила виступ | Завершила виступ | Завершила виступ |
| Елена Вассен                | вишка, 10 метрів             | 291.90             | 16 Q               | 276.70           | 17               | Завершила виступ | Завершила виступ |
| Тіна Пунцель Нора Субшінскі | Синхронний трамплін, 3 метри | Н/Д                | Н/Д                | Н/Д              | Н/Д              | 284.25           | 7                |

## Кінний спорт

### Виїздка
| Спортсмен                                                              | Кінь       | Дисципліна    | Grand Prix | Grand Prix | Grand Prix Special | Grand Prix Special | Grand Prix Freestyle | Grand Prix Freestyle | Загалом         | Загалом         |
| Спортсмен                                                              | Кінь       | Дисципліна    | Результат  | Місце      | Результат          | Місце              | За техніку           | За артистизм         | Результат       | Місце           |
| ---------------------------------------------------------------------- | ---------- | ------------- | ---------- | ---------- | ------------------ | ------------------ | -------------------- | -------------------- | --------------- | --------------- |
| Крістіна Брерінг-Шпреє                                                 | Desperados | Індивідуальні | 82.257     | 2 Q        | 81.401             | 4 Q                | 83.714               | 90.571               | 87.142          | 3               |
| Зенке Ротенбергер                                                      | Cosmo      | Індивідуальні | 77.329     | 7 Q        | 76.261             | 10                 | Завершив виступ      | Завершив виступ      | Завершив виступ | Завершив виступ |
| Доротеє Шнайдер                                                        | Showtime   | Індивідуальні | 80.986     | 4 Q        | 82.619             | 3 Q                | 79.607               | 86.285               | 82.946          | 6               |
| Ізабелль Верт                                                          | Weihegold  | Індивідуальні | 81.029     | 3 Q        | 83.711             | 1 Q                | 85.285               | 92.857               | 89.071          | 2               |
| Крістіна Брерінг-Шпреє Зенке Ротенбергер Доротеє Шнайдер Ізабелль Верт | Див. вище  | Команда       | 81.295     | 1 Q        | 81.936             | 1                  | Н/Д                  | Н/Д                  | 81.936          | 1               |

### Триборство
| Спортсмен                                              | Кінь             | Дисципліна    | Виїздка      | Виїздка | Крос         | Крос       | Крос       | Конкур                  | Конкур                  | Конкур                  | Конкур          | Конкур          | Конкур          | Загалом         | Загалом         |
| Спортсмен                                              | Кінь             | Дисципліна    | Виїздка      | Виїздка | Крос         | Крос       | Крос       | Кваліфікація/Team final | Кваліфікація/Team final | Кваліфікація/Team final | Фінал           | Фінал           | Фінал           | Загалом         | Загалом         |
| Спортсмен                                              | Кінь             | Дисципліна    | Штрафні очки | Місце   | Штрафні очки | Загалом    | Місце      | Штрафні очки            | Загалом                 | Місце                   | Штрафні очки    | Загалом         | Місце           | Штрафні очки    | Місце           |
| ------------------------------------------------------ | ---------------- | ------------- | ------------ | ------- | ------------ | ---------- | ---------- | ----------------------- | ----------------------- | ----------------------- | --------------- | --------------- | --------------- | --------------- | --------------- |
| Сандра Ауффарт                                         | Opgun Louvo      | Індивідуальні | 41.60        | 8       | 24.80        | 66.40      | 20         | 0.00                    | 66.40                   | 17                      | 0.00            | 66.40           | 11              | 66.40           | 11              |
| Міхаель Юнг                                            | Sam              | Індивідуальні | 40.90        | 5       | 0.00         | 40.90      | 2          | 0.00                    | 40.90                   | 1                       | 0.00            | 40.90           | 1               | 40.90           | 1               |
| Інгрід Клімке                                          | Hale Bob         | Індивідуальні | 39.50        | 4       | 26.00        | 65.50      | 19         | 0.00                    | 65.50                   | 15                      | 4.00            | 69.50           | 14              | 69.50           | 14              |
| Юлія Краєвскі                                          | Samourai du Thot | Індивідуальні | 44.80 #      | 18      | Eliminated   | Eliminated | Eliminated | Завершив виступ         | Завершив виступ         | Завершив виступ         | Завершив виступ | Завершив виступ | Завершив виступ | Завершив виступ | Завершив виступ |
| Сандра Ауффарт Міхаель Юнг Інгрід Клімке Юлія Краєвскі | Див. вище        | Команда       | 122.00       | 4       | 50.80        | 172.80     | 4          | 0.00                    | 172.80                  | 2                       | Н/Д             | Н/Д             | Н/Д             | 172.80          | 2               |

"#" позначає, що очки цього вершника не входять до заліку командного змагання, оскільки зараховуються лише результати трьох найкращих вершників.

### Конкур
| Спортсмен                                                              | Кінь        | Дисципліна    | Кваліфікація | Кваліфікація | Кваліфікація | Кваліфікація | Кваліфікація | Кваліфікація | Кваліфікація | Кваліфікація | Фінал           | Фінал           | Фінал           | Фінал           | Фінал           | Загалом         | Загалом         |
| Спортсмен                                                              | Кінь        | Дисципліна    | Раунд 1      | Раунд 1      | Раунд 2      | Раунд 2      | Раунд 2      | Раунд 3      | Раунд 3      | Раунд 3      | Фінал A         | Фінал A         | Фінал B         | Фінал B         | Фінал B         | Загалом         | Загалом         |
| Спортсмен                                                              | Кінь        | Дисципліна    | Штрафні очки | Місце        | Штрафні очки | Загалом      | Місце        | Штрафні очки | Загалом      | Місце        | Штрафні очки    | Місце           | Штрафні очки    | Загалом         | Місце           | Штрафні очки    | Місце           |
| ---------------------------------------------------------------------- | ----------- | ------------- | ------------ | ------------ | ------------ | ------------ | ------------ | ------------ | ------------ | ------------ | --------------- | --------------- | --------------- | --------------- | --------------- | --------------- | --------------- |
| Крістіан Альманн                                                       | Taloubet    | Індивідуальні | 0            | =1 Q         | 0            | 0            | =1 Q         | 4            | 4            | =7 Q         | 0               | 1 Q             | 4               | 4               | =14             | 4               | =9              |
| Лудгер Бербаум                                                         | Chiara      | Індивідуальні | 4 #          | =27 Q        | 4 #          | 8            | =30 Q        | 0            | 8            | =18*         | Завершив виступ | Завершив виступ | Завершив виступ | Завершив виступ | Завершив виступ | Завершив виступ | Завершив виступ |
| Даніель Дойссер                                                        | First Class | Індивідуальні | 0            | =1 Q         | 0            | 0            | =1 Q         | 4            | 4            | =7 Q         | 0               | 1 Q             | 4               | 4               | =14             | 4               | =9              |
| Мередіт Майклс-Бербаум                                                 | Fibonacci   | Індивідуальні | 0            | =1 Q         | 0            | 0            | =1 Q         | 5 #          | 5            | =13 Q        | EL              | EL              | Завершив виступ | Завершив виступ | Завершив виступ | Завершив виступ | Завершив виступ |
| Крістіан Альманн Лудгер Бербаум Даніель Дойссер Мередіт Майклс-Бербаум | Див. вище   | Команда       | 0            | =1           | 0            | Н/Д          | =1 Q         | 8            | 8            | =3           | Н/Д             | Н/Д             | Н/Д             | Н/Д             | Н/Д             | 8               | 3               |

"#" позначає, що очки цього вершника не входять до заліку командного змагання, оскільки зараховуються лише результати трьох найкращих вершників.

## Фехтування
| Спортсмен          | Дисципліна                      | 1/32 фіналу        | 1/16 фіналу             | 1/8 фіналу          | Чвертьфінал         | Півфінал           | Фінал / БМ         | Фінал / БМ       |
| Спортсмен          | Дисципліна                      | Суперник Результат | Суперник Результат      | Суперник Результат  | Суперник Результат  | Суперник Результат | Суперник Результат | Місце            |
| ------------------ | ------------------------------- | ------------------ | ----------------------- | ------------------- | ------------------- | ------------------ | ------------------ | ---------------- |
| Петер Йоппіх       | індивідуальна рапіра (чоловіки) | Bye                | Лефор (FRA) W 15–13     | Авола (ITA) L 13–15 | Завершив виступ     | Завершив виступ    | Завершив виступ    | Завершив виступ  |
| Макс Хартунг       | індивідуальна шабля (чоловіки)  | Н/Д                | Апіті (BEN) W 15–9      | Гомер (USA) L 12–15 | Завершив виступ     | Завершив виступ    | Завершив виступ    | Завершив виступ  |
| Матіяш Сабо        | індивідуальна шабля (чоловіки)  | Н/Д                | Пакмадан (IRI) W 15–11  | Пасков (BUL) W 15–6 | Гомер (USA) L 12–15 | Завершив виступ    | Завершив виступ    | Завершив виступ  |
| Каролін Голубніцкі | індивідуальна рапіра (жінки)    | Bye                | Лічбінська (POL) L 9–14 | Завершила виступ    | Завершила виступ    | Завершила виступ   | Завершила виступ   | Завершила виступ |

## Хокей на траві
Підсумок

Легенда:
- FT – Після основного часу.
- P – Долю матчу вирішило пробиття пенальті.

| Команда         | Дисципліна       | Груповий етап      | Груповий етап       | Груповий етап        | Груповий етап      | Груповий етап      | Груповий етап | Чвертьфінал         | Півфінал                  | Фінал / БМ                | Фінал / БМ |
| Команда         | Дисципліна       | Суперник Результат | Суперник Результат  | Суперник Результат   | Суперник Результат | Суперник Результат | Місце         | Суперник Результат  | Суперник Результат        | Суперник Результат        | Місце      |
| --------------- | ---------------- | ------------------ | ------------------- | -------------------- | ------------------ | ------------------ | ------------- | ------------------- | ------------------------- | ------------------------- | ---------- |
| Germany men's   | чоловічий турнір | Канада W 6–2       | Індія W 2–1         | Ірландія W 3–2       | Аргентина D 4–4    | Нідерланди W 2–1   | 1             | Нова Зеландія W 3–2 | Аргентина L 2–5           | Нідерланди W 4–3P FT: 1–1 | 3          |
| Germany women's | жіночий турнір   | КНР D 1–1          | Нова Зеландія W 2–1 | Південна Корея W 2–0 | Іспанія L 1–2      | Нідерланди L 0–2   | 3             | США W 2–1           | Нідерланди L 3–4P FT: 1–1 | Нова Зеландія W 2–1       | 3          |

### Чоловічий турнір
Склад команди
Шаблон:Склад чоловічої збірної Німеччини з хокею на траві на літніх Олімпійських іграх 2016
Груповий етап
| М  | Команда    | І | В | Н | П | МЗ | МП | РМ  | О  |
| -- | ---------- | - | - | - | - | -- | -- | --- | -- |
| 1. | Німеччина  | 5 | 4 | 1 | 0 | 17 | 10 | +7  | 13 |
| 2. | Нідерланди | 5 | 3 | 1 | 1 | 18 | 2  | +16 | 10 |
| 3. | Аргентина  | 5 | 2 | 2 | 1 | 14 | 12 | +2  | 8  |
| 4. | Індія      | 5 | 2 | 1 | 2 | 9  | 9  | 0   | 7  |
| 5. | Ірландія   | 5 | 1 | 0 | 4 | 10 | 16 | −6  | 3  |
| 6. | Канада     | 5 | 0 | 1 | 4 | 7  | 22 | −15 | 1  |

Плей-оф
|  | Чвертьфінали  | Чвертьфінали |           |            | Півфінали         | Півфінали   |  |  | Фінал | Фінал |
|  |               |              |           |            |                   |             |  |  |       |       |
|  |               |              |           |            |                   |             |  |  |       |       |
|  |               |              |           |            |                   |             |  |  |       |       |
|  | Бельгія       | 3            |           |            |                   |             |  |  |       |       |
|  | Бельгія       | 3            |           |            |                   |             |  |  |       |       |
|  | Індія         | 1            |           |            |                   |             |  |  |       |       |
|  | Індія         | 1            | Бельгія   | 3          |                   |             |  |  |       |       |
|  |               |              | Бельгія   | 3          |                   |             |  |  |       |       |
|  |               | Нідерланди   | 1         |            |                   |             |  |  |       |       |
|  | Нідерланди    | Нідерланди   | 1         | 4          |                   |             |  |  |       |       |
|  | Нідерланди    |              |           | 4          |                   |             |  |  |       |       |
|  | Австралія     | 0            |           |            |                   |             |  |  |       |       |
|  | Австралія     | 0            | Аргентина | 4          |                   |             |  |  |       |       |
|  |               |              | Аргентина | 4          |                   |             |  |  |       |       |
|  |               | Бельгія      | 2         |            |                   |             |  |  |       |       |
|  | Іспанія       | Бельгія      | 2         | 1          |                   |             |  |  |       |       |
|  | Іспанія       |              |           | 1          |                   |             |  |  |       |       |
|  | Аргентина     | 2            |           |            |                   |             |  |  |       |       |
|  | Аргентина     | 2            | Аргентина | 5          | Третє місце       | Третє місце |  |  |       |       |
|  |               |              | Аргентина | 5          | Третє місце       | Третє місце |  |  |       |       |
|  |               | Німеччина    | 2         |            |                   |             |  |  |       |       |
|  | Німеччина     | Німеччина    | 2         | 3          | Німеччина (пен. ) | 1 (4)       |  |  |       |       |
|  | Німеччина     |              |           | 3          | Німеччина (пен. ) | 1 (4)       |  |  |       |       |
|  | Нова Зеландія | 2            |           | Нідерланди | 1 (3)             |             |  |  |       |       |
|  | Нова Зеландія | 2            |           |            | 1 (3)             |             |  |  |       |       |
|  |               |              |           |            |                   |             |  |  |       |       |
|  |               |              |           |            |                   |             |  |  |       |       |

### Жіночий турнір
Склад команди
Шаблон:Склад жіночої збірної Німеччини з хокею на траві на літніх Олімпійських іграх 2016
Груповий етап
| М  | Команда        | І | В | Н | П | МЗ | МП | РМ  | О  |
| -- | -------------- | - | - | - | - | -- | -- | --- | -- |
| 1. | Нідерланди     | 5 | 4 | 1 | 0 | 13 | 1  | +12 | 13 |
| 2. | Нова Зеландія  | 5 | 3 | 1 | 1 | 11 | 5  | +6  | 10 |
| 3. | Німеччина      | 5 | 2 | 1 | 2 | 6  | 6  | 0   | 7  |
| 4. | Іспанія        | 5 | 2 | 0 | 3 | 6  | 12 | −6  | 6  |
| 5. | КНР            | 5 | 1 | 2 | 2 | 3  | 5  | −2  | 5  |
| 6. | Південна Корея | 5 | 0 | 1 | 4 | 3  | 13 | −10 | 1  |

## Футбол

### Підсумок
Легенда:
- A.E.T – Після додаткового часу.
- P – долю матчу вирішила серія післяматчевих пенальті.

| Команда   | Дисципліна       | Груповий етап      | Груповий етап        | Груповий етап      | Груповий етап | Чвертьфінал        | Півфінал           | Фінал / БМ             | Фінал / БМ |
| Команда   | Дисципліна       | Суперник Результат | Суперник Результат   | Суперник Результат | Місце         | Суперник Результат | Суперник Результат | Суперник Результат     | Місце      |
| --------- | ---------------- | ------------------ | -------------------- | ------------------ | ------------- | ------------------ | ------------------ | ---------------------- | ---------- |
| Німеччина | чоловічий турнір | Мексика D 2–2      | Південна Корея D 3–3 | Фіджі W 10–0       | 2             | Португалія W 4–0   | Нігерія W 2–0      | Бразилія L 4–5P 1–1 дч | 2          |
| Німеччина | жіночий турнір   | Зімбабве W 6–1     | Австралія D 2–2      | Канада L 1–2       | 2             | КНР W 1–0          | Канада W 2–0       | Швеція W 2–1           | 1          |

### Чоловічий турнір
Склад команди

### Жіночий турнір
Склад команди

## Гольф
| Спортсмен      | Дисципліна | Раунд 1   | Раунд 2   | Раунд 3   | Раунд 4   | Загалом   | Загалом | Загалом |
| Спортсмен      | Дисципліна | Результат | Результат | Результат | Результат | Результат | Пар     | Місце   |
| -------------- | ---------- | --------- | --------- | --------- | --------- | --------- | ------- | ------- |
| Алекс Чейка    | чоловіки   | 67        | 71        | 74        | 69        | 281       | −3      | =21     |
| Мартін Каймер  | чоловіки   | 69        | 72        | 72        | 66        | 279       | −5      | =15     |
| Сандра Галь    | жінки      | 71        | 74        | 69        | 69        | 283       | −1      | =25     |
| Каролін Массон | жінки      | 69        | 69        | 75        | 69        | 282       | −2      | =21     |

## Гімнастика

### Спортивна гімнастика
Чоловіки
Командна першість
| Спортсмен       | Дисципліна | Кваліфікація        | Кваліфікація | Кваліфікація | Кваліфікація | Кваліфікація | Кваліфікація | Кваліфікація | Кваліфікація | Фінал  | Фінал  | Фінал  | Фінал  | Фінал  | Фінал  | Фінал   | Фінал |        |     |        |        |     |     |
| Спортсмен       | Дисципліна | Вправа              | Вправа       | Вправа       | Вправа       | Вправа       | Вправа       | Загалом      | Місце        | Вправа | Вправа | Вправа | Вправа | Вправа | Вправа | Загалом | Місце |        |     |        |        |     |     |
| --------------- | ---------- | ------------------- | ------------ | ------------ | ------------ | ------------ | ------------ | ------------ | ------------ | ------ | ------ | ------ | ------ | ------ | ------ | ------- | ----- | ------ | --- | ------ | ------ | --- | --- |
| Спортсмен       | Дисципліна | Андреас Бретшнайдер | Команда      | 14.800       | 13.641       | 14.158       | 14.633       | Загалом      | Місце        | 14.833 | 13.633 | 85.698 | 24 Q   | 14.533 | 13.516 | Загалом | Місце | 14.466 | Н/Д | 14.466 | 14.466 | Н/Д | Н/Д |
| Лукас Даузер    | Н/Д        | 13.733              | Команда      | 13.916       | 13.833       | 15.266       | Н/Д          | Н/Д          | Н/Д          | Н/Д    | 14.066 | 13.800 | 14.783 | 15.500 | Н/Д    |         |       |        |     |        |        | Н/Д | Н/Д |
| Фабіан Гамбюхен | 14.041     | Н/Д                 | Н/Д          | 15.166       | Н/Д          | 15.533 Q     | Н/Д          | Н/Д          | 14.666       | Н/Д    | Н/Д    | 15.091 | Н/Д    | 15.666 |        |         |       |        |     |        |        | Н/Д | Н/Д |
| Марсель Нгуєн   | 14.500     | 13.433              | Команда      | 14.733       | 14.600       | 15.466       | 13.366       | 86.098       | 22 Q         | 14.333 | 13.366 | 14.866 | 14.666 | 15.466 | 14.400 |         |       |        |     |        |        | Н/Д | Н/Д |
| Андреас Тоба    | 1.633      | 14.233              | Команда      | Н/Д          | Н/Д          | Н/Д          | 14.633       | Н/Д          | Н/Д          | Н/Д    | Н/Д    | Н/Д    | Н/Д    | Н/Д    | Н/Д    |         |       |        |     |        |        | Н/Д | Н/Д |
| Загалом         | 43.341     | 41.607              | Команда      | 42.807       | 44.399       | 45.565       | 43.799       | 261.518      | 8 Q          | 43.352 | 40.948 | 43.132 | 44.540 | 45.391 | 43.732 | 261.095 | 7     |        |     |        |        |     |     |

Індивідуальні фінали
| Спортсмен       | Дисципліна         | Вправа              | Вправа             | Вправа | Вправа | Вправа | Вправа | Загалом | Місце |        |        |        |    |
| --------------- | ------------------ | ------------------- | ------------------ | ------ | ------ | ------ | ------ | ------- | ----- | ------ | ------ | ------ | -- |
| Спортсмен       | Дисципліна         | Андреас Бретшнайдер | Абсолютна першість | 14.733 | 13.500 | 13.833 | 14.533 | Загалом | Місце | 14.533 | 13.833 | 84.965 | 20 |
| Фабіан Гамбюхен | Перекладина        | Н/Д                 | Н/Д                | Н/Д    | Н/Д    | Н/Д    | 15.766 | 15.766  | 1     |        |        |        |    |
| Марсель Нгуєн   | Абсолютна першість | 14.733              | 12.666             | 14.600 | 14.666 | 14.900 | 14.466 | 86.031  | 19    |        |        |        |    |

Жінки
Командна першість
| Спортсменка   | Дисципліна | Кваліфікація | Кваліфікація | Кваліфікація | Кваліфікація | Кваліфікація | Кваліфікація | Фінал  | Фінал  | Фінал  | Фінал  | Фінал   | Фінал |        |     |        |     |     |     |
| Спортсменка   | Дисципліна | Вправа       | Вправа       | Вправа       | Вправа       | Загалом      | Місце        | Вправа | Вправа | Вправа | Вправа | Загалом | Місце |        |     |        |     |     |     |
| ------------- | ---------- | ------------ | ------------ | ------------ | ------------ | ------------ | ------------ | ------ | ------ | ------ | ------ | ------- | ----- | ------ | --- | ------ | --- | --- | --- |
| Спортсменка   | Дисципліна | Табеа Альт   | Команда      | 14.833       | 14.666       | Загалом      | Місце        | 14.233 | Н/Д    | Н/Д    | Н/Д    | Загалом | Місце | 14.800 | Н/Д | 14.600 | Н/Д | Н/Д | Н/Д |
| Кім Буй       | Н/Д        | 14.800       | Команда      | Н/Д          | 13.766       | Н/Д          | Н/Д          | Н/Д    | 14.900 | Н/Д    | 13.466 |         |       |        |     |        |     | Н/Д | Н/Д |
| Пауліна Шефер | 14.400     | Н/Д          | Команда      | 14.400       | 14.300       | Н/Д          | Н/Д          | 14.266 | Н/Д    | 14.500 | 14.375 |         |       |        |     |        |     | Н/Д | Н/Д |
| Софі Шедер    | 13.966     | 15.433 Q     | Команда      | 12.933       | 13.266       | 55.598       | 23 Q         | 13.933 | 15.466 | Н/Д    | Н/Д    |         |       |        |     |        |     | Н/Д | Н/Д |
| Елізабет Зайц | 14.100     | 15.466 Q     | Команда      | 13.866       | 13.666       | 57.098       | 10 Q         | Н/Д    | 15.533 | 14.000 | 13.833 |         |       |        |     |        |     | Н/Д | Н/Д |
| Загалом       | 43.333     | 45.699       | Команда      | 42.499       | 41.732       | 173.263      | 6 Q          | 42.999 | 45.899 | 43.100 | 41.674 | 173.672 | 6     |        |     |        |     |     |     |

Індивідуальні фінали
| Спортсмен         | Дисципліна         | Вправа     | Вправа             | Вправа | Вправа | Загалом | Місце |        |        |        |    |
| ----------------- | ------------------ | ---------- | ------------------ | ------ | ------ | ------- | ----- | ------ | ------ | ------ | -- |
| Спортсмен         | Дисципліна         | Софі Шедер | Абсолютна першість | 14.033 | 13.950 | Загалом | Місце | 12.666 | 13.258 | 53.907 | 23 |
| Різновисокі бруси | Н/Д                | Софі Шедер | 15.566             | Н/Д    | Н/Д    | 15.566  | 3     |        |        |        |    |
| Елізабет Зайц     | Абсолютна першість | 14.100     | 15.233             | 13.200 | 13.833 | 56.366  | 17    |        |        |        |    |
| Елізабет Зайц     | Різновисокі бруси  | Н/Д        | 15.533             | Н/Д    | Н/Д    | 15.533  | 4     |        |        |        |    |

### Художня гімнастика
| Спортсменка             | Дисципліна                  | Кваліфікація | Кваліфікація | Кваліфікація | Кваліфікація | Кваліфікація | Кваліфікація | Фінал            | Фінал            | Фінал            | Фінал            | Фінал            | Фінал            |
| Спортсменка             | Дисципліна                  | Обруч        | М'яч         | Булави       | Стрічка      | Загалом      | Місце        | Обруч            | М'яч             | Булави           | Стрічка          | Загалом          | Місце            |
| ----------------------- | --------------------------- | ------------ | ------------ | ------------ | ------------ | ------------ | ------------ | ---------------- | ---------------- | ---------------- | ---------------- | ---------------- | ---------------- |
| Яна Березко-Маргграндер | Індивідуальне багатоборство | 17.100       | 16.983       | 17.100       | 17.066       | 68.249       | 18           | Завершила виступ | Завершила виступ | Завершила виступ | Завершила виступ | Завершила виступ | Завершила виступ |

| Спортсменка                                                                         | Дисципліна            | Кваліфікація | Кваліфікація     | Кваліфікація | Кваліфікація | Фінал            | Фінал            | Фінал            | Фінал            |
| Спортсменка                                                                         | Дисципліна            | 5 стрічок    | 6 булав 2 обручі | Загалом      | Місце        | 5 стрічок        | 6 булав 2 обручі | Загалом          | Місце            |
| ----------------------------------------------------------------------------------- | --------------------- | ------------ | ---------------- | ------------ | ------------ | ---------------- | ---------------- | ---------------- | ---------------- |
| Наталі Германн Анастасія Хмельницька Даніела Потапова Юлія Ставіцкая Сіна Ткалчевіч | групове багатоборство | 15.650       | 16.750           | 32.400       | 10           | Завершила виступ | Завершила виступ | Завершила виступ | Завершила виступ |

### Стрибки на батуті
| Спортсмен  | Дисципліна | Кваліфікація | Кваліфікація | Фінал           | Фінал           |
| Спортсмен  | Дисципліна | Результат    | Місце        | Результат       | Місце           |
| ---------- | ---------- | ------------ | ------------ | --------------- | --------------- |
| Леоні Адам | жінки      | 97.885       | 10           | Завершив виступ | Завершив виступ |

## Гандбол
Підсумок

Легенда:
- ET – Після додаткового часу

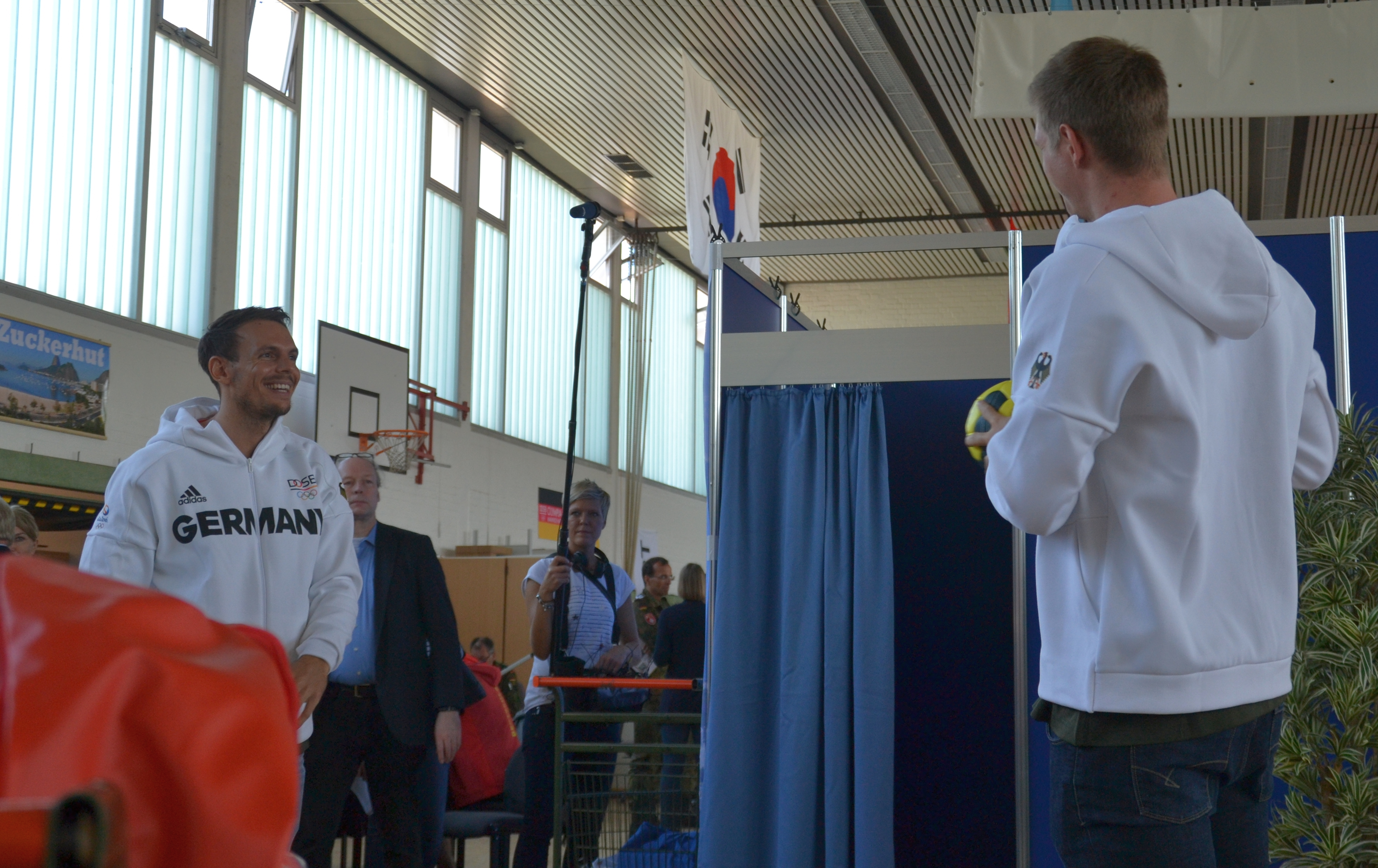
Кай Хефнер і Фін Лембке під час Clothing олімпійської збірної Німеччини.

- P – долю матчу вирішила серія післяматчевих пенальті.

| Команда   | Дисципліна       | Груповий етап      | Груповий етап      | Груповий етап      | Груповий етап      | Груповий етап      | Груповий етап | Чвертьфінал        | Півфінал           | Фінал / БМ         | Фінал / БМ |
| Команда   | Дисципліна       | Суперник Результат | Суперник Результат | Суперник Результат | Суперник Результат | Суперник Результат | Місце         | Суперник Результат | Суперник Результат | Суперник Результат | Місце      |
| --------- | ---------------- | ------------------ | ------------------ | ------------------ | ------------------ | ------------------ | ------------- | ------------------ | ------------------ | ------------------ | ---------- |
| Німеччина | чоловічий турнір | Швеція W 32–29     | Польща W 32–29     | Бразилія L 30–33   | Словенія W 28–25   | Єгипет W 31–25     | 1             | Катар W 34–22      | Франція L 28–29    | Польща W 31–25     | 3          |

### Чоловічий турнір
Склад команди

## Дзюдо
Чоловіки
| Спортсмен         | Категорія    | 1/32 фіналу        | 1/16 фіналу                  | 1/8 фіналу              | Чвертьфінали             | Півфінали          | Втішний поєдинок       | Фінал / БМ           | Фінал / БМ      |
| Спортсмен         | Категорія    | Суперник Результат | Суперник Результат           | Суперник Результат      | Суперник Результат       | Суперник Результат | Суперник Результат     | Суперник Результат   | Місце           |
| ----------------- | ------------ | ------------------ | ---------------------------- | ----------------------- | ------------------------ | ------------------ | ---------------------- | -------------------- | --------------- |
| Тобіас Енгльмайєр | до 60 кг     | Bye                | Гаррігос (ESP) W 001–000     | Кітадай (BRA) L 000–001 | Завершив виступ          | Завершив виступ    | Завершив виступ        | Завершив виступ      | Завершив виступ |
| Себастьян Зайдль  | до 66 кг     | Bye                | Базіле (ITA) L 000–100       | Завершив виступ         | Завершив виступ          | Завершив виступ    | Завершив виступ        | Завершив виступ      | Завершив виступ |
| Ігор Вандтке      | до 73 кг     | Bye                | Депре (HAI) W 000–000 S      | Мукі (ISR) L 000–010    | Завершив виступ          | Завершив виступ    | Завершив виступ        | Завершив виступ      | Завершив виступ |
| Свен Мареш        | до 81 кг     | Bye                | Тома (UAE) L 000–101         | Завершив виступ         | Завершив виступ          | Завершив виступ    | Завершив виступ        | Завершив виступ      | Завершив виступ |
| Марк Оденталь     | до 90 кг     | Bye                | Бакер (JPN) L 000–100        | Завершив виступ         | Завершив виступ          | Завершив виступ    | Завершив виступ        | Завершив виступ      | Завершив виступ |
| Карл-Річард Фрей  | до 100 кг    | Bye                | Цирьєніч (HUN) W 100–000     | Soe (MYA) W 100–000     | Блошенко (UKR) L 000–011 | Завершив виступ    | Дарвіш (EGY) W 100–000 | Маре (FRA) L 000–100 | 5               |
| Андре Брайтбарт   | понад 100 кг | Н/Д                | Краковецький (KGZ) L 000–100 | Завершив виступ         | Завершив виступ          | Завершив виступ    | Завершив виступ        | Завершив виступ      | Завершив виступ |

Жінки
| Спортсменка      | Категорія   | 1/16 фіналу              | 1/8 фіналу                   | Чвертьфінали            | Півфінали                | Втішний поєдинок      | Фінал / БМ               | Фінал / БМ       |
| Спортсменка      | Категорія   | Суперниця Результат      | Суперниця Результат          | Суперниця Результат     | Суперниця Результат      | Суперниця Результат   | Суперниця Результат      | Місце            |
| ---------------- | ----------- | ------------------------ | ---------------------------- | ----------------------- | ------------------------ | --------------------- | ------------------------ | ---------------- |
| Марен Кре        | до 52 кг    | Скрипник (BLR) W 011–001 | Джуффріда (ITA) L 000–001    | Завершила виступ        | Завершила виступ         | Завершила виступ      | Завершила виступ         | Завершила виступ |
| Міріам Ропер     | до 57 кг    | R Silva (BRA) L 000–100  | Завершила виступ             | Завершила виступ        | Завершила виступ         | Завершила виступ      | Завершила виступ         | Завершила виступ |
| Мартіна Трайдос  | до 63 кг    | Bye                      | M Silva (BRA) L 000–000 S    | Завершила виступ        | Завершила виступ         | Завершила виступ      | Завершила виступ         | Завершила виступ |
| Лаура Варгас-Кох | до 70 кг    | Bye                      | Морейра (ANG) W 000–000 S    | Граф (AUT) W 100-000    | Татімото (JPN) L 000–010 | Bye                   | Бернабеу (ESP) W 010–000 | 3                |
| Луїза Мальцан    | до 78 кг    | Bye                      | Погоржелец (POL) W 000–000 S | Агіар (BRA) L 000–000 S | Завершила виступ         | Пауел (GBR) W 100–000 | Веленшек (SLO) L 000–100 | 5                |
| Жасмін Кюльбс    | понад 78 кг | Чибісова (RUS) L 000–101 | Завершила виступ             | Завершила виступ        | Завершила виступ         | Завершила виступ      | Завершила виступ         | Завершила виступ |

## Сучасне п'ятиборство
| Спортсмен          | Дисципліна | Фехтування (шпага, один дотик) | Фехтування (шпага, один дотик) | Фехтування (шпага, один дотик) | Фехтування (шпага, один дотик) | Плавання (200 м вільним стилем) | Плавання (200 м вільним стилем) | Плавання (200 м вільним стилем) | Верхова їзда (конкур) | Верхова їзда (конкур) | Верхова їзда (конкур) | Комбіновано: стрільба/біг (10 м, пневматичний пістолет)/(3200 м) | Комбіновано: стрільба/біг (10 м, пневматичний пістолет)/(3200 м) | Комбіновано: стрільба/біг (10 м, пневматичний пістолет)/(3200 м) | Загалом очок | Підсумкове місце |
| Спортсмен          | Дисципліна | RR                             | BR                             | Місце                          | Очки                           | Час                             | Місце                           | Очки                            | Штрафні очки          | Місце                 | Очки                  | Час                                                              | Місце                                                            | MP Points                                                        | Загалом очок | Підсумкове місце |
| ------------------ | ---------- | ------------------------------ | ------------------------------ | ------------------------------ | ------------------------------ | ------------------------------- | ------------------------------- | ------------------------------- | --------------------- | --------------------- | --------------------- | ---------------------------------------------------------------- | ---------------------------------------------------------------- | ---------------------------------------------------------------- | ------------ | ---------------- |
| Патрік Доге        | чоловіки   | 23–12                          | 2                              | 2                              | 240                            | 2:07.65                         | 31                              | 318                             | 12                    | 12                    | 288                   | 11:23.36                                                         | 14                                                               | 617                                                              | 1463         | 6                |
| Крістіан Циллекенс | чоловіки   | 16–19                          | 0                              | 26                             | 196                            | 2:06.24                         | 28                              | 322                             | 14                    | 14                    | 286                   | 11:27.45                                                         | 17                                                               | 613                                                              | 1417         | 21               |
| Анніка Шлей        | жінки      | 17–18                          | 0                              | 16                             | 202                            | 2:19.34                         | 21                              | 282                             | 7                     | 12                    | 293                   | 12:21.95                                                         | 3                                                                | 559                                                              | 1336         | 5                |
| Лена Шенеборн      | жінки      | 24–11                          | 0                              | 2                              | 244                            | 2:21.74                         | 29                              | 275                             | EL                    | 31                    | 0                     | 12:54.21                                                         | 14                                                               | 526                                                              | 1045         | 32               |

## Академічне веслування
Чоловіки
| Спортсмен | Дисципліна               | Заїзди  | Заїзди | Втішний заплив | Втішний заплив | Півфінали | Півфінали | Фінал   | Фінал |
| Спортсмен | Дисципліна               | Час     | Місце  | Час            | Місце          | Час       | Місце     | Час     | Місце |
| --- | ------------------------ | ------- | ------ | -------------- | -------------- | --------- | --------- | ------- | ----- |
| Марсель Гаккер Штефан Крюгер | Парні двійки             | 6:31.85 | 3 SA/B | Bye            | Bye            | 6:18.32   | 4 FB      | 6:58.86 | 8     |
| Моріц Мос Джейсон Осборн | Парні двійки, легка вага | 6:40.48 | 4 R    | 7:05.36        | 1 SA/B         | 6:35.90   | 6 FB      | 6:32.30 | 9     |
| Антон Браун Максиміліан Корге Максиміліан Планер Фелікс Вімбергер                                                                                         | Четвірки                 | 5:59.74 | 2 SA/B | Bye            | Bye            | 6:35.90   | 6 FB      | 6:06.24 | 12    |
| Тобіас Францманн Йонатан Кох Лукас Шефер Ларс Віхерт | Четвірки, легка вага     | 6:14.87 | 4 R    | 6:03.29        | 2 SA/B         | 6:18.43   | 6 FB      | 6:35.83 | 9     |
| Ганс Груне Лауріц Шоф Karl Schulze Філіпп Венде | Парні четвірки           | 5:53.63 | 3 R    | 5:51.43        | 1 FA           | Н/Д       | Н/Д       | 6:06.81 | 1     |
| Фелікс Драготта Мальте Якшик Ерік Йоганнесен Andreas Kuffner Максиміліан Мунскі Ганнес Оцік Максиміліан Рейнельт Richard Schmidt Martin Sauer (стерновий) | Eight                    | 5:38.22 | 1 FA   | Bye            | Bye            | Н/Д       | Н/Д       | 5:30.96 | 2     |

Жінки
| Спортсменка                                     | Дисципліна               | Заїзди  | Заїзди | Втішний заплив | Втішний заплив | Півфінали | Півфінали | Фінал   | Фінал |
| Спортсменка                                     | Дисципліна               | Час     | Місце  | Час            | Місце          | Час       | Місце     | Час     | Місце |
| ----------------------------------------------- | ------------------------ | ------- | ------ | -------------- | -------------- | --------- | --------- | ------- | ----- |
| Керстін Гартманн Катрін Маршанд                 | Двійки                   | 7:17.98 | 3 SA/B | Bye            | Bye            | 7:39.79   | 5 FB      | 7:18.57 | 8     |
| Марайке Адамс Марі-Катрін Арнольд               | Парні двійки             | 7:13.49 | 4 R    | 7:00.54        | 2 SA/B         | 6:58.70   | 5 FB      | 7:39.82 | 7     |
| Марі-Луїз Дрегер Фіні Штурм                     | Парні двійки, легка вага | 7:11.08 | 3 R    | 8:02.28        | 2 SA/B         | 7:33.21   | 6 FB      | 7:32.73 | 11    |
| Каріна Бер Юлія Лір Ліза Шмідла Аннекатрін Тіле | Парні четвірки           | 6:30.86 | 1 FA   | Bye            | Bye            | Н/Д       | Н/Д       | 6:49.39 | 1     |

Пояснення до кваліфікації: FA=Фінал A (за медалі); FB=Фінал B (не за медалі); FC=Фінал C (не за медалі); FD=Фінал D (не за медалі); FE=Фінал E (не за медалі); FF=Фінал F (не за медалі); SA/B=Півфінали A/B; SC/D=Півфінали C/D; SE/F=Півфінали E/F; QF=Чвертьфінали; R=Потрапив у втішний заплив

## Вітрильний спорт
Чоловіки
| Спортсмен                      | Дисципліна | Заплив | Заплив | Заплив | Заплив | Заплив | Заплив | Заплив | Заплив | Заплив | Заплив | Заплив | Заплив | Заплив | Очки | Підсумкове місце |
| Спортсмен                      | Дисципліна | 1      | 2      | 3      | 4      | 5      | 6      | 7      | 8      | 9      | 10     | 11     | 12     | M*     | Очки | Підсумкове місце |
| ------------------------------ | ---------- | ------ | ------ | ------ | ------ | ------ | ------ | ------ | ------ | ------ | ------ | ------ | ------ | ------ | ---- | ---------------- |
| Тоні Вільгельм                 | RS:X       | 8      | 4      | 13     | 10     | 9      | 4      | 1      | 7      | 19     | 7      | 8      | 19     | 10     | 100  | 6                |
| Філіпп Буль                    | Лазер      | 16     | 16     | 8      | 13     | 17     | 13     | 1      | 25     | 34     | 17     | Н/Д    | Н/Д    | EL     | 126  | 14               |
| Фердинанд Герц Олівер Шиманскі | 470        | 13     | 18     | 9      | 23     | 14     | 1      | 24     | 6      | 4      | 6      | Н/Д    | Н/Д    | EL     | 94   | 11               |
| Ерік Хайль Томас Плессель      | 49er       | 6      | 3      | 1      | 3      | 5      | 13     | 15     | 4      | 5      | 10     | 4      | 18     | 16     | 83   | 3                |

Жінки
| Спортсменка                   | Дисципліна | Заплив | Заплив | Заплив | Заплив | Заплив | Заплив | Заплив | Заплив | Заплив | Заплив | Заплив | Заплив | Заплив | Очки | Підсумкове місце |
| Спортсменка                   | Дисципліна | 1      | 2      | 3      | 4      | 5      | 6      | 7      | 8      | 9      | 10     | 11     | 12     | M*     | Очки | Підсумкове місце |
| ----------------------------- | ---------- | ------ | ------ | ------ | ------ | ------ | ------ | ------ | ------ | ------ | ------ | ------ | ------ | ------ | ---- | ---------------- |
| Анніка Бохман Марлен Штайнгер | 470        | 12     | 16     | 17     | DNF    | 15     | 3      | 6      | 14     | DSQ    | 17     | Н/Д    | Н/Д    | EL     | 121  | 18               |
| Вікторія Юрчок Аніка Лоренц   | 49erFX     | 21     | 8      | 8      | 7      | 6      | 7      | 17     | 10     | 7      | 9      | 6      | 9      | 16     | 110  | 9                |

Змішаний
| Спортсмен                      | Дисципліна | Заплив | Заплив | Заплив | Заплив | Заплив | Заплив | Заплив | Заплив | Заплив | Заплив | Заплив | Заплив | Заплив | Очки | Підсумкове місце |
| Спортсмен                      | Дисципліна | 1      | 2      | 3      | 4      | 5      | 6      | 7      | 8      | 9      | 10     | 11     | 12     | M*     | Очки | Підсумкове місце |
| ------------------------------ | ---------- | ------ | ------ | ------ | ------ | ------ | ------ | ------ | ------ | ------ | ------ | ------ | ------ | ------ | ---- | ---------------- |
| Пауль Кольхофф Кароліна Вернер | Nacra 17   | 14     | 10     | 10     | 17     | 8      | 13     | 5      | 10     | 2      | 9      | 14     | 18     | EL     | 112  | 13               |

M = Медальний заплив; EL = Вибув – не потрапив до медального запливу

## Стрільба

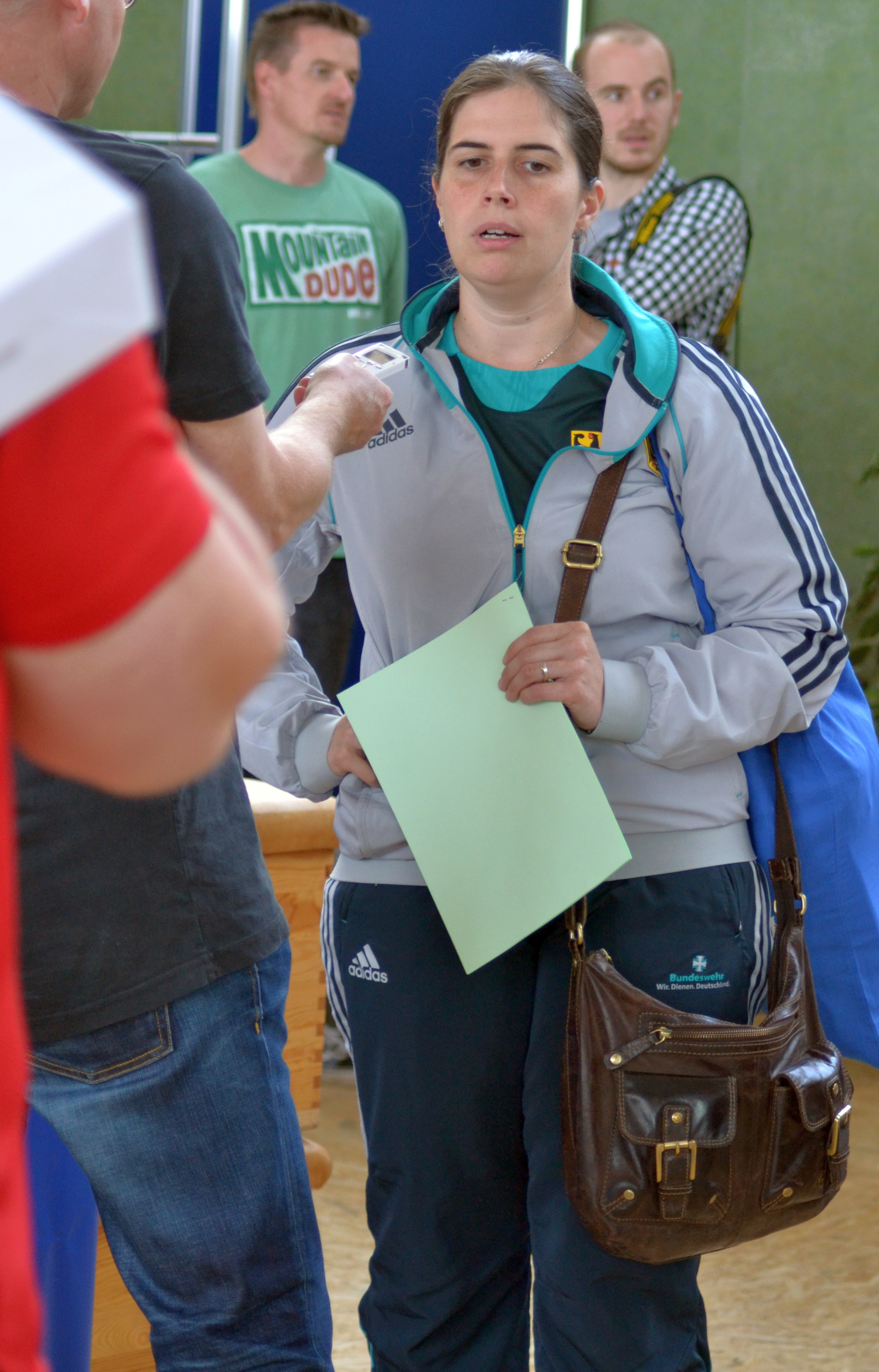
Барбара Енгледер і під час Clothing олімпійської збірної Німеччини.

Чоловіки
| Спортсмен         | Дисципліна                       | Кваліфікація | Кваліфікація | Півфінал        | Півфінал        | Фінал           | Фінал           |
| Спортсмен         | Дисципліна                       | Очки         | Місце        | Очки            | Місце           | Очки            | Місце           |
| ----------------- | -------------------------------- | ------------ | ------------ | --------------- | --------------- | --------------- | --------------- |
| Даніель Бродмайєр | Гвинтівка лежачи, 50 м           | 619.2        | 37           | Н/Д             | Н/Д             | Завершив виступ | Завершив виступ |
| Даніель Бродмайєр | Гвинтівка з трьох положень, 50 м | 1177         | 2 Q          | Н/Д             | Н/Д             | 435.6           | 4               |
| Ральф Бухайм      | Скит                             | 116          | 23           | Завершив виступ | Завершив виступ | Завершив виступ | Завершив виступ |
| Олівер Гайс       | швидкісний пістолет, 25 м        | 572          | 17           | Н/Д             | Н/Д             | Завершив виступ | Завершив виступ |
| Міхаель Янкер     | Пневматична гвинтівка, 10 м      | 620.8        | 29           | Н/Д             | Н/Д             | Завершив виступ | Завершив виступ |
| Генрі Юнгхенель   | Гвинтівка лежачи, 50 м           | 627.8        | 8 Q          | Н/Д             | Н/Д             | 209.5 OR        | 1               |
| Юліан Юстус       | Пневматична гвинтівка, 10 м      | 622.8        | 18           | Н/Д             | Н/Д             | Завершив виступ | Завершив виступ |
| Андре Лінк        | Гвинтівка з трьох положень, 50 м | 1174         | 7 Q          | Н/Д             | Н/Д             | 424.6           | 5               |
| Андреас Льов      | Дубль-трап                       | 140 OR       | 1 Q          | 25              | 6               | Завершив виступ | Завершив виступ |
| Крістіан Райц     | швидкісний пістолет, 25 м        | 592          | 1 Q          | Н/Д             | Н/Д             | 34              | 1               |

Жінки
| Спортсменка       | Дисципліна                       | Кваліфікація | Кваліфікація | Півфінал         | Півфінал         | Фінал            | Фінал            |
| Спортсменка       | Дисципліна                       | Очки         | Місце        | Очки             | Місце            | Очки             | Місце            |
| ----------------- | -------------------------------- | ------------ | ------------ | ---------------- | ---------------- | ---------------- | ---------------- |
| Яна Бекманн       | Трап                             | 61           | 19           | Завершила виступ | Завершила виступ | Завершила виступ | Завершила виступ |
| Барбара Енгледер  | Пневматична гвинтівка, 10 м      | 420.3        | 2 Q          | Н/Д              | Н/Д              | 165.0            | 4                |
| Барбара Енгледер  | Гвинтівка з трьох положень, 50 м | 583          | 5 Q          | Н/Д              | Н/Д              | 458.6 OR         | 1                |
| Селіна Гшвандтнер | Пневматична гвинтівка, 10 м      | 414.8        | 13           | Н/Д              | Н/Д              | Завершила виступ | Завершила виступ |
| Моніка Карш       | Пневматичний пістолет, 10 м      | 379          | 25           | Н/Д              | Н/Д              | Завершила виступ | Завершила виступ |
| Моніка Карш       | пістолет, 25 м                   | 583          | 4 Q          | 18               | 2 Q              | 6                | 2                |
| Ева Рьоскен       | Гвинтівка з трьох положень, 50 м | 579          | 14           | Н/Д              | Н/Д              | Завершила виступ | Завершила виступ |
| Крістін Венцель   | Скит                             | 68           | 11           | Завершила виступ | Завершила виступ | Завершила виступ | Завершила виступ |

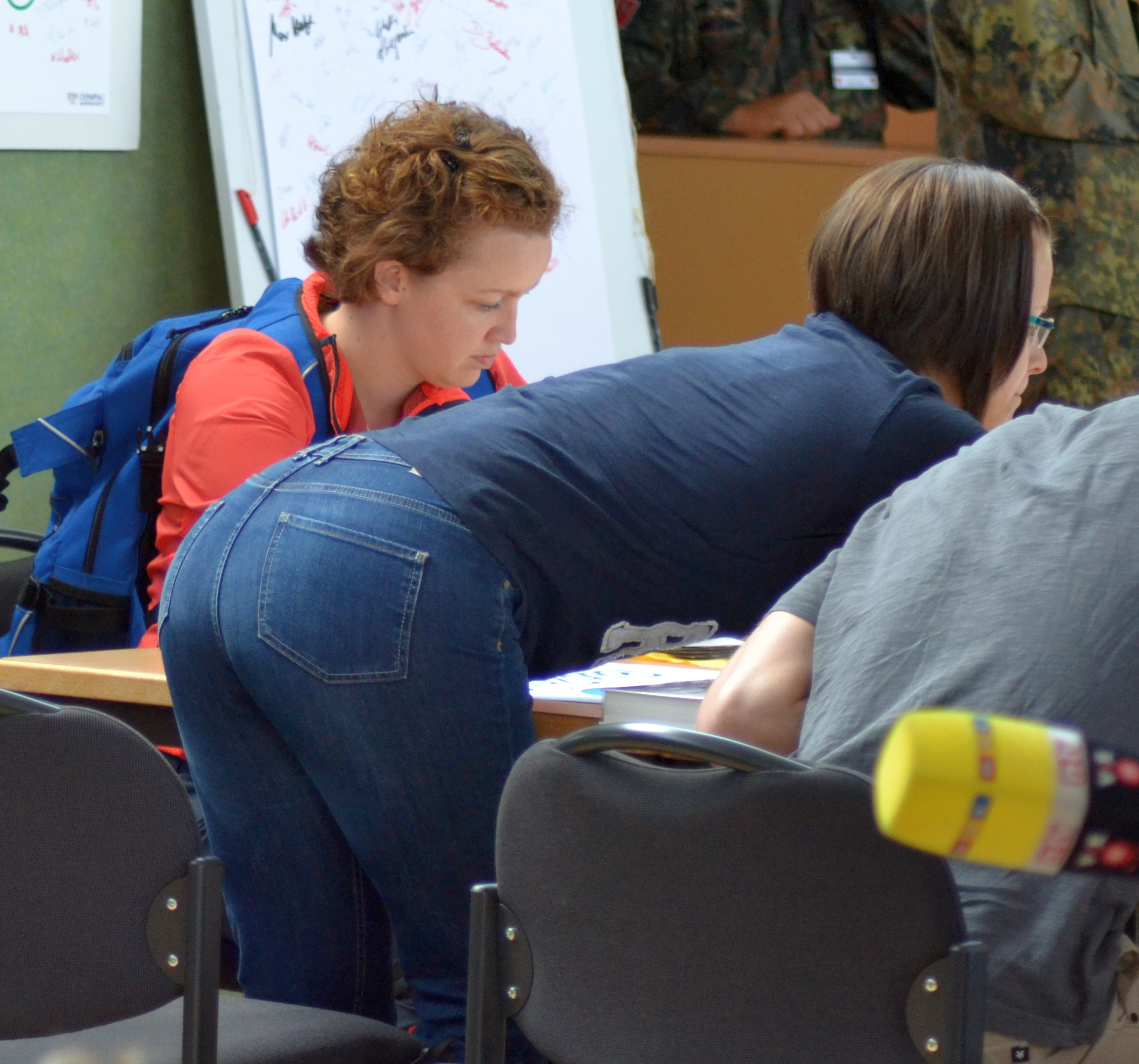
Ева Рьоскен і Селіна Гшвандтнер під час Clothing олімпійської збірної Німеччини.

Пояснення до кваліфікації: Q = Пройшов у наступне коло; q = Кваліфікувався щоб змагатись у поєдинку за бронзову медаль

## Плавання
Чоловіки
| Спортсмен                                                                 | Дисципліна                        | Попередній заплив | Попередній заплив | Півфінал        | Півфінал        | Фінал           | Фінал           |
| Спортсмен                                                                 | Дисципліна                        | Час               | Місце             | Час             | Місце           | Час             | Місце           |
| ------------------------------------------------------------------------- | --------------------------------- | ----------------- | ----------------- | --------------- | --------------- | --------------- | --------------- |
| Пауль Бідерманн                                                           | 200 м вільним стилем              | 1:45.78           | 2 Q               | 1:45.69         | =4 Q            | 1:45.84         | 6               |
| Штеффен Дайблер                                                           | 100 м батерфляєм                  | 52.14             | 18                | Завершив виступ | Завершив виступ | Завершив виступ | Завершив виступ |
| Крістіан Дінер                                                            | 200 м на спині                    | 1:56.62           | 9 Q               | 1:56.37         | 8 Q             | 1:56.27         | 7               |
| Крістоф Фільдербрандт                                                     | 200 м вільним стилем              | 1:47.81           | 28                | Завершив виступ | Завершив виступ | Завершив виступ | Завершив виступ |
| Ян-Філіп Гланія                                                           | 100 м на спині                    | 53.87             | 15 Q              | 53.94           | 12              | Завершив виступ | Завершив виступ |
| Ян-Філіп Гланія                                                           | 200 м на спині                    | 1:56.50           | =6 Q              | 1:56.53         | 9               | Завершив виступ | Завершив виступ |
| Якоб Хайдтманн                                                            | 400 м комплексом                  | DSQ               | DSQ               | Н/Д             | Н/Д             | Завершив виступ | Завершив виступ |
| Філіп Хайнц                                                               | 200 м комплексом                  | 1:57.59 NR        | 2 Q               | 1:58.85         | 8 Q             | 1:57.48         | 6               |
| Йоганнес Гінце                                                            | 400 м комплексом                  | 4:18.25           | 18                | Н/Д             | Н/Д             | Завершив виступ | Завершив виступ |
| Бйорн Горнікель                                                           | 100 м вільним стилем              | 49.62             | 39                | Завершив виступ | Завершив виступ | Завершив виступ | Завершив виступ |
| Марко Кох                                                                 | 200 м брасом                      | 2:08.98           | 5 Q               | 2:08.12         | 7 Q             | 2:08.00         | 7               |
| Клеменс Рапп                                                              | 400 м вільним стилем              | 3:49.10           | 24                | Н/Д             | Н/Д             | Завершив виступ | Завершив виступ |
| Крістіан Райхерт                                                          | 10 км                             | Н/Д               | Н/Д               | Н/Д             | Н/Д             | 1:53:04.7       | 9               |
| Флоріан Фогель                                                            | 400 м вільним стилем              | 3:45.49           | 9                 | Н/Д             | Н/Д             | Завершив виступ | Завершив виступ |
| Крістіан фон Лем                                                          | 100 м брасом                      | 1:00.13           | 15 Q              | 1:00.23         | 12              | Завершив виступ | Завершив виступ |
| Флоріан Веллброк                                                          | 1500 м вільним стилем             | 15:23.88          | 32                | Н/Д             | Н/Д             | Завершив виступ | Завершив виступ |
| Даміан Вірлінг                                                            | 50 м вільним стилем               | 22.18             | 19                | Завершив виступ | Завершив виступ | Завершив виступ | Завершив виступ |
| Даміан Вірлінг                                                            | 100 м вільним стилем              | 48.35             | 7 Q               | 48.66           | 15              | Завершив виступ | Завершив виступ |
| Штеффен Дайблер Бйорн Горнікель Даміан Вірлінг Філіпп Вольф               | Естафета 4 × 100 м вільним стилем | 3:14.97           | 11                | Н/Д             | Н/Д             | Завершив виступ | Завершив виступ |
| Пауль Бідерманн Крістоф Фільдербрандт Клеменс Рапп Флоріан Фогель         | Естафета 4 × 200 м вільним стилем | 7:07.66           | 4 Q               | Н/Д             | Н/Д             | 7:07.28         | 6               |
| Штеффен Дайблер Ян-Філіп Гланія Марко Кох Крістіан фон Лем Даміан Вірлінг | Естафета 4 × 100 м комплексом     | 3:33.67           | 8 Q               | Н/Д             | Н/Д             | 3:33.50         | 7               |

Жінки
| Спортсменка                                             | Дисципліна                        | Попередній заплив | Попередній заплив | Півфінал         | Півфінал         | Фінал            | Фінал            |
| Спортсменка                                             | Дисципліна                        | Час               | Місце             | Час              | Місце            | Час              | Місце            |
| ------------------------------------------------------- | --------------------------------- | ----------------- | ----------------- | ---------------- | ---------------- | ---------------- | ---------------- |
| Леоні Бек                                               | 800 м вільним стилем              | 8:47.47           | 25                | Н/Д              | Н/Д              | Завершила виступ | Завершила виступ |
| Доротеа Брандт                                          | 50 м вільним стилем               | 24.77             | =13 Q             | 24.71            | 14               | Завершила виступ | Завершила виступ |
| Анніка Брун                                             | 200 м вільним стилем              | 1:58.48           | 20                | Завершила виступ | Завершила виступ | Завершила виступ | Завершила виступ |
| Ліза Граф                                               | 200 м на спині                    | 2:08.67           | =4 Q              | 2:09.56          | 14               | Завершила виступ | Завершила виступ |
| Ізабель Герле                                           | 10 км                             | Н/Д               | Н/Д               | Н/Д              | Н/Д              | 1:57:22.1        | 6                |
| Франциска Хентке                                        | 200 м батерфляєм                  | 2:07.59           | 9 Q               | 2:07.67          | 11               | Завершила виступ | Завершила виступ |
| Франциска Хентке                                        | 400 м комплексом                  | 4:43.32           | 21                | Н/Д              | Н/Д              | Завершила виступ | Завершила виступ |
| Сара Келер                                              | 400 м вільним стилем              | 4:06.55           | 10                | Н/Д              | Н/Д              | Завершила виступ | Завершила виступ |
| Сара Келер                                              | 800 м вільним стилем              | 8:24.65           | 7 Q               | Н/Д              | Н/Д              | 8:27.75          | 8                |
| Дженні Менсінг                                          | 200 м на спині                    | 2:10.68           | 16 Q              | 2:10.15          | 16               | Завершила виступ | Завершила виступ |
| Александра Венк                                         | 100 м батерфляєм                  | 58.49             | 21                | Завершила виступ | Завершила виступ | Завершила виступ | Завершила виступ |
| Александра Венк                                         | 200 м комплексом                  | 2:12.46           | 13 Q              | 2:12.13          | 12               | Завершила виступ | Завершила виступ |
| Анніка Брун Сара Келер Леоні Кульманн Paulina Schmiedel | Естафета 4 × 200 м вільним стилем | 7:56.74           | 12                | Н/Д              | Н/Д              | Завершила виступ | Завершила виступ |
| Анніка Брун Ліза Граф Vanessa Grimberg Александра Венк  | Естафета 4 × 100 м комплексом     | 4:02.19           | 12                | Н/Д              | Н/Д              | Завершила виступ | Завершила виступ |

## Настільний теніс
Чоловіки
| Спортсмен                                          | Дисципліна       | Попередній раунд   | Раунд 1            | Раунд 2            | Раунд 3             | 1/8 фіналу                    | Чвертьфінали         | Півфінали          | Фінал / БМ                 | Фінал / БМ      |
| Спортсмен                                          | Дисципліна       | Суперник Результат | Суперник Результат | Суперник Результат | Суперник Результат  | Суперник Результат            | Суперник Результат   | Суперник Результат | Суперник Результат         | Місце           |
| -------------------------------------------------- | ---------------- | ------------------ | ------------------ | ------------------ | ------------------- | ----------------------------- | -------------------- | ------------------ | -------------------------- | --------------- |
| Тімо Болл                                          | Одиночний розряд | Bye                | Bye                | Bye                | Shibaev (RUS) W 4–3 | Aruna (NGR) L 2–4             | Завершив виступ      | Завершив виступ    | Завершив виступ            | Завершив виступ |
| Овчаров Дмитро Михайлович                          | Одиночний розряд | Bye                | Bye                | Bye                | Li P (QAT) W 4–3    | Tokič (SLO) W 4–1             | Самсонов (BLR) L 2–4 | Завершив виступ    | Завершив виступ            | Завершив виступ |
| Тімо Болл Овчаров Дмитро Михайлович Баштіан Штегер | Команда          | Н/Д                | Н/Д                | Н/Д                | Н/Д                 | Китайський Тайбей (TPE) W 3–1 | Австрія (AUT) W 3–1  | Японія (JPN) L 1–3 | Південна Корея (KOR) W 3–1 | 3               |

Жінки
| Спортсменка                       | Дисципліна       | Попередній раунд    | Раунд 1             | Раунд 2             | Раунд 3             | 1/8 фіналу          | Чвертьфінали        | Півфінали           | Фінал / БМ          | Фінал / БМ       |
| Спортсменка                       | Дисципліна       | Суперниця Результат | Суперниця Результат | Суперниця Результат | Суперниця Результат | Суперниця Результат | Суперниця Результат | Суперниця Результат | Суперниця Результат | Місце            |
| --------------------------------- | ---------------- | ------------------- | ------------------- | ------------------- | ------------------- | ------------------- | ------------------- | ------------------- | ------------------- | ---------------- |
| Хань Їн                           | одиночний розряд | Bye                 | Bye                 | Bye                 | Komwong (THA) W 4–0 | Li X (FRA) W 4–1    | Ding N (CHN) L 0–4  | Завершила виступ    | Завершила виступ    | Завершила виступ |
| Петрісса Солья                    | одиночний розряд | Bye                 | Bye                 | Bye                 | Ri M-s (PRK) L 0–4  | Завершила виступ    | Завершила виступ    | Завершила виступ    | Завершила виступ    | Завершила виступ |
| Хань Їн Шань Сяона Петрісса Солья | Команда          | Н/Д                 | Н/Д                 | Н/Д                 | Н/Д                 | США (USA) W 3–0     | Гонконг (HKG) W 3–1 | Японія (JPN) W 3–2  | Китай (CHN) L 0–3   | 2                |

## Тхеквондо
| Спортсмен     | Категорія           | 1/8 фіналу              | Чвертьфінали       | Півфінали          | Втішний поєдинок     | Фінал / БМ         | Фінал / БМ       |
| Спортсмен     | Категорія           | Суперник Результат      | Суперник Результат | Суперник Результат | Суперник Результат   | Суперник Результат | Місце            |
| ------------- | ------------------- | ----------------------- | ------------------ | ------------------ | -------------------- | ------------------ | ---------------- |
| Левент Тункат | до 58 кг (чоловіки) | Піє (DOM) L DSQ         | Завершив виступ    | Завершив виступ    | Завершив виступ      | Завершив виступ    | Завершив виступ  |
| Тахір Гюлеч   | до 80 кг (чоловіки) | Hernández (DOM) W 4–2   | Cisse (CIV) L 1–7  | Завершив виступ    | Paziński (POL) L 5–6 | Завершив виступ    | 7                |
| Рабія Гюлеч   | до 67 кг (жінки)    | Баришникова (RUS) W 9–8 | Татар (TUR) L 1–5  | Завершила виступ   | Завершила виступ     | Завершила виступ   | Завершила виступ |

## Теніс
Чоловіки
| Спортсмен          | Дисципліна       | 1/32 фіналу                  | 1/16 фіналу        | 1/8 фіналу         | Чвертьфінали       | Півфінали          | Фінал / БМ         | Фінал / БМ      |
| Спортсмен          | Дисципліна       | Суперник Результат           | Суперник Результат | Суперник Результат | Суперник Результат | Суперник Результат | Суперник Результат | Місце           |
| ------------------ | ---------------- | ---------------------------- | ------------------ | ------------------ | ------------------ | ------------------ | ------------------ | --------------- |
| Dustin Brown       | одиночний розряд | Bellucci (BRA) L 6–4, 4–5ret | Завершив виступ    | Завершив виступ    | Завершив виступ    | Завершив виступ    | Завершив виступ    | Завершив виступ |
| Філіпп Кольшрайбер | одиночний розряд | Пелья (ARG) W 4–6, 6–1, 6–2  | Martin (SVK) L WO  | Завершив виступ    | Завершив виступ    | Завершив виступ    | Завершив виступ    | Завершив виступ |
| Jan-Lennard Struff | одиночний розряд | Donskoy (RUS) L 3–6, 4–6     | Завершив виступ    | Завершив виступ    | Завершив виступ    | Завершив виступ    | Завершив виступ    | Завершив виступ |

Жінки
| Спортсменка                         | Дисципліна       | 1/32 фіналу                     | 1/16 фіналу                            | 1/8 фіналу                | Чвертьфінали           | Півфінали            | Фінал / БМ                 | Фінал / БМ       |
| Спортсменка                         | Дисципліна       | Суперниця Результат             | Суперниця Результат                    | Суперниця Результат       | Суперниця Результат    | Суперниця Результат  | Суперниця Результат        | Місце            |
| ----------------------------------- | ---------------- | ------------------------------- | -------------------------------------- | ------------------------- | ---------------------- | -------------------- | -------------------------- | ---------------- |
| Анніка Бек                          | одиночний розряд | Конюх (CRO) L 6–2, 1–6, 3–6     | Завершила виступ                       | Завершила виступ          | Завершила виступ       | Завершила виступ     | Завершила виступ           | Завершила виступ |
| Анджелік Кербер                     | одиночний розряд | Дуке-Маріньо (COL) W 6–3, 7–5   | Бушар (CAN) W 6–4, 6–2                 | Стосур (AUS) W 6–0, 7–5   | Конта (GBR) W 6–1, 6–2 | Кіз (USA) W 6–3, 7–5 | Пуїг (PUR) L 4–6, 6–4, 1–6 | 2                |
| Андреа Петкович                     | одиночний розряд | Світоліна (UKR) L 6–7, 1–6      | Завершила виступ                       | Завершила виступ          | Завершила виступ       | Завершила виступ     | Завершила виступ           | Завершила виступ |
| Лаура Зігемунд                      | одиночний розряд | Піронкова (BUL) W 1–6, 6–4, 6–2 | Zhang S (CHN) W 6–2, 6–4               | Фліпкенс (BEL) W 6–4, 6–3 | Пуїг (PUR) L 1–6, 1–6  | Завершила виступ     | Завершила виступ           | Завершила виступ |
| Анна-Лена Гренефельд Лаура Зігемунд | парний розряд    | Н/Д                             | Касаткіна / Кузнецова (RUS) L 1–6, 4–6 | Завершила виступ          | Завершила виступ       | Завершила виступ     | Завершила виступ           | Завершила виступ |
| Анджелік Кербер Андреа Петкович     | парний розряд    | Н/Д                             | Еррані / Вінчі (ITA) L 2–6, 2–6        | Завершила виступ          | Завершила виступ       | Завершила виступ     | Завершила виступ           | Завершила виступ |

## Тріатлон
| Спортсмен       | Дисципліна | Плавання, 1,5 км | Перехід 1 | Велосипед, 40 км | Перехід 2 | Біг, 10 км | Загалом Time | Місце |
| --------------- | ---------- | ---------------- | --------- | ---------------- | --------- | ---------- | ------------ | ----- |
| Анне Гауг       | жінки      | 21:11            | 0:57      | 1:04:50          | 0:40      | 35:18      | 2:02:56      | 36    |
| Лаура Ліндеманн | жінки      | 19:18            | 0:54      | 1:04:30          | 0:43      | 36:27      | 2:01:52      | 28    |

## Волейбол

### Пляжний
| Спортсмен                     | Дисципліна | Груповий етап | Місце | 1/8 фіналу                                        | Чвертьфінали                                | Півфінали                                     | Фінал / БМ                                      | Фінал / БМ      |
| Спортсмен                     | Дисципліна | Суперник Результат | Місце | Суперник Результат                                | Суперник Результат                          | Суперник Результат                            | Суперник Результат                              | Місце           |
| ----------------------------- | ---------- | --- | ----- | ------------------------------------------------- | ------------------------------------------- | --------------------------------------------- | ----------------------------------------------- | --------------- |
| Маркус Бекерманн Ларс Флюгген | Чоловіки   | Pool B Кантор – Лосяк (POL) L 0 – 2 (11–21, 21–23) Броувер – Меувсен (NED) L 1 – 2 (21–19, 17–21, 16–14) Барсук – Лямін (RUS) L 0 – 2 (14–21, 17–21)                                                            | 4     | Завершив виступ                                   | Завершив виступ                             | Завершив виступ                               | Завершив виступ                                 | Завершив виступ |
| Карла Боргер Брітта Бюте      | жінки      | Pool E Гайдріх – Цумкер (SUI) L 0 – 2 (12–21, 16–21) van Gestel – van der Vlist (NED) W 2 – 0 (21–19, 21–14) Бенслі – Паван (CAN) L 0 – 2 (19–21, 15–21) Lucky Losers Agudo – Перес (VEN) W 2 – 0 (21–13, 21–8) | 3 q   | Антунеш – Франса (BRA) L 0 – 2 (17–21, 19–21)     | Завершив виступ                             | Завершив виступ                               | Завершив виступ                                 | Завершив виступ |
| Лаура Людвіг Кіра Валкенгорст | жінки      | Pool D El-Ghobashy – Meawad (EGY) W 2 – 0 (21–12, 21–15) Бродер – Вальяс (CAN) W 2 – 0 (21–17, 21–11) Джомбіні – Чоловікиegatti (ITA) W 2 – 1 (21–18, 18–21, 15–9)                                              | 1 Q   | Форрер – Верже-Депре (SUI) W 2 – 0 (21–19, 21–10) | Паван – Бенслі (CAN) W 2 – 0 (21–14, 21–14) | Антунеш – Франса (BRA) W 2 – 0 (21–18, 21–12) | Беднарчук – Сейшас (BRA) W 2 – 0 (21–18, 21–14) | 1               |

## Важка атлетика
| Спортсмен        | Категорія               | Ривок     | Ривок | Поштовх   | Поштовх | Загалом | Місце |
| Спортсмен        | Категорія               | Результат | Місце | Результат | Місце   | Загалом | Місце |
| ---------------- | ----------------------- | --------- | ----- | --------- | ------- | ------- | ----- |
| Ніко Мюллер      | до 77 кг (чоловіки)     | 151       | 11    | 181       | 10      | 332     | 10    |
| Юрген Шпіс       | до 105 кг (чоловіки)    | 170       | 14    | 220       | 5       | 390     | 10    |
| Олексій Прохоров | понад 105 кг (чоловіки) | 180       | 17    | 215       | 16      | 395     | 16    |
| Almir Velagic    | понад 105 кг (чоловіки) | 188       | 11    | 232       | 10      | 410     | 9     |
| Сабіне Куштерер  | до 58 кг (жінки)        | 90        | 9     | 110       | 11      | 200     | 10    |

## Боротьба
Легенда:
- VT – Перемога на туше.
- PP – Перемога за очками – з технічними очками в того, хто програв.
- PO – Перемога за очками – без технічних очок в того, хто програв.
- ST – Перемога за явної переваги – різниця в очках становить принаймні 8 (греко-римська боротьба) або 10 (вільна боротьба) очок, без технічних очок у того, хто програв.

Греко-римська боротьба
| Спортсмен     | Категорія | Кваліфікація           | 1/8 фіналу                 | Чвертьфінал                 | Півфінал              | Втішний поєдинок 1 | Втішний поєдинок 2      | Фінал / БМ             | Фінал / БМ |
| Спортсмен     | Категорія | Суперник Результат     | Суперник Результат         | Суперник Результат          | Суперник Результат    | Суперник Результат | Суперник Результат      | Суперник Результат     | Місце      |
| ------------- | --------- | ---------------------- | -------------------------- | --------------------------- | --------------------- | ------------------ | ----------------------- | ---------------------- | ---------- |
| Френк Стаблер | до 66 кг  | Bye                    | Венцкайтіс (LTU) W 3–1 PP  | Штефанек (SRB) L 1–3 PP     | Завершив виступ       | Bye                | Томохіро (JPN) L 1–3 PP | Завершив виступ        | 7          |
| Denis Kudla   | до 85 кг  | Кенжеєв (KGZ) W 3–0 PO | Кобліашвілі (GEO) W 3–1 PP | Чакветадзе (RUS) L 0–4 ST   | Завершив виступ       | Bye                | Ахлагі (IRI) W 3–1 PP   | Лерінц (HUN) W 3–1 PP  | 3          |
| Едуард Попп   | до 130 кг | Bye                    | Тиналієв (KAZ) W 3–0 PO    | Бабаджанзаде (IRI) W 3–1 PP | Каяалп (TUR) L 0–4 ST | Bye                | Bye                     | Шаріаті (AZE) L 0–5 VT | 5          |

Жінки
| Спортсменка    | Категорія | Кваліфікація            | 1/8 фіналу            | Чвертьфінал             | Півфінал            | Втішний поєдинок 1   | Втішний поєдинок 2      | Фінал / БМ          | Фінал / БМ |
| Спортсменка    | Категорія | Суперниця Результат     | Суперниця Результат   | Суперниця Результат     | Суперниця Результат | Суперниця Результат  | Суперниця Результат     | Суперниця Результат | Місце      |
| -------------- | --------- | ----------------------- | --------------------- | ----------------------- | ------------------- | -------------------- | ----------------------- | ------------------- | ---------- |
| Ніна Геммер    | до 53 кг  | Zhong Xc (CHN) L 1–3 PP | Завершила виступ      | Завершила виступ        | Завершила виступ    | Завершила виступ     | Завершила виступ        | Завершила виступ    | 14         |
| Луїза Німеш    | до 58 кг  | Коблова (RUS) L 1–3 PP  | Завершила виступ      | Завершила виступ        | Завершила виступ    | Орхон (MGL) L 0–5 VT | Завершила виступ        | Завершила виступ    | 20         |
| Аліне Фоккен   | до 69 кг  | Bye                     | Zhou F (CHN) W 3–1 PP | Франссон (SWE) L 1-3 PP | Завершила виступ    | Завершила виступ     | Завершила виступ        | Завершила виступ    | 9          |
| Марія Зельмаєр | до 75 кг  | Bye                     | Вібе (CAN) L 0–3 PO   | Завершила виступ        | Завершила виступ    | Bye                  | Zhang Fl (CHN) L 0–4 ST | Завершила виступ    | 18         |